# Corrado Guzzanti
Corrado Guzzanti (Roma, 17 maggio 1965) è un autore televisivo, comico, imitatore, attore, sceneggiatore e regista italiano.
Autore satirico influenzato sia dalla comicità internazionale dei Monty Python e del Saturday Night Live che da quella italiana (in particolare dalla commedia all'italiana e da Raimondo Vianello, Carlo Verdone, La Smorfia e Renzo Arbore), è considerato uno dei maggiori esponenti della comicità contemporanea in Italia. È figlio del giornalista e politico Paolo Guzzanti, fratello di Sabina e Caterina, pronipote dell'ex ministro Elio Guzzanti e trisnipote del sismologo Corrado Luigi Guzzanti.
Divenuto famoso nel 1992 come comico di punta di Avanzi, da allora ha partecipato a molte trasmissioni di Serena Dandini, come Maddecheaò, Tunnel, Pippo Chennedy Show e L'ottavo nano. Ha poi cominciato a realizzare programmi senza il nutrito gruppo comico tipico delle trasmissioni della Dandini, come Il caso Scafroglia (2002) e le due edizioni di Aniene (2011-2012).

## Biografia

### Gli esordi in teatro e sul piccolo schermo

Cast di Scusate l'interruzione (1990). Corrado Guzzanti è il terzo in basso da destra.

Dopo avere frequentato il XXXI liceo scientifico "Nomentano" di Roma, dove raccolse una bocciatura al quarto anno, e la facoltà di Filosofia presso l'Università "La Sapienza" di Roma, dando undici esami ma senza conseguire la laurea per via dei crescenti impegni lavorativi, esordì come autore nel 1987 scrivendo lo spettacolo Il tempo restringe per un provino della sorella Sabina (per cui nel 1990 scrisse anche lo spettacolo Mundi bassi). Il buon esito di questo primo approccio segnò l'inizio della carriera artistica di entrambi. Nel 1988 collaborò alla redazione dei testi dei programmi televisivi L'araba fenice di Antonio Ricci (in cui fece le sue prime apparizioni televisive nei videoclip delle canzoni scritte per la sorella), Proffimamente non stop e La TV delle ragazze. L'esordio in qualità di attore teatrale avvenne l'anno successivo, quando ottenne una parte nello spettacolo Il fidanzato di bronzo, prodotto dalla sorella e da David Riondino. Entrato nel gruppo comico di Valentina Amurri, Linda Brunetta e Serena Dandini nel 1990, debuttò con un ruolo da protagonista in televisione all'interno della trasmissione Scusate l'interruzione, dove portò in scena il suo primo personaggio, il regista di film horror Rokko Smithersons, oltre alle imitazioni di Vittorio Sgarbi e di Donatella Raffai. Terminata la prima esperienza televisiva, tornò in teatro all'inizio del 1991 come autore e interprete dello spettacolo Sumerycon (ovvero Nutella amara) con Cinzia Leone, Francesca Reggiani e Luis Molteni, in cui il suo personaggio Rokko Smithersons era impegnato a mettere in scena una rilettura di un giallo inglese intitolato Bad Cake (da cui Nutella amara) all'interno delle atmosfere sumeriche (da cui Sumerycon) di cui è appassionato il regista; Edwige Fenech (Cinzia Leone) e Marta Flavi (Francesca Reggiani) sono le attrici scelte da Smithersons per il suo film.

### Le prime creazioni satiriche e il successo adAvanzi

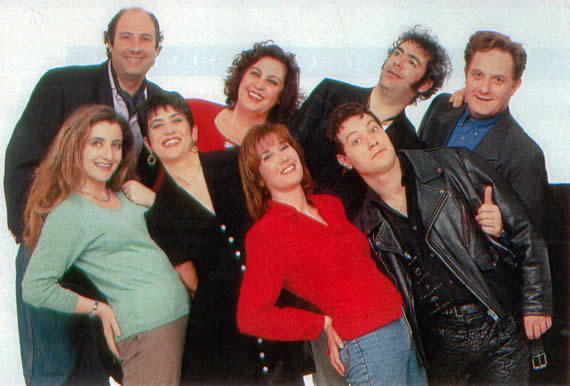
La banda di Avanzi nel 1991; Corrado Guzzanti, che nella foto è il primo in basso a destra, veste i panni del regista e critico cinematografico Rokko Smithersons.

Scritturato da Amurri-Brunetta-Dandini per partecipare alla loro nuova trasmissione Avanzi, la cui prima puntata fu trasmessa il 25 febbraio 1991, Guzzanti si guadagnò in breve tempo la ribalta televisiva nazionale riproponendo il personaggio immaginario di Rokko Smithersons, regista di film dell'orrore. Nei vari sketch, Smithersons raccontava ogni volta il copione della "sua nuova pellicola", che in realtà era lo stravolgimento di un film molto noto, in cui il titolo e la trama erano la parodia dei fatti politici della settimana.
Oltre a Rokko Smithersons, Guzzanti ripropose anche l'imitazione di Vittorio Sgarbi, riproducendone la vistosa spontaneità e volgarità di fronte alle telecamere.
Nella seconda edizione del programma, trasmessa nella stagione 1991/1992, il comico romano presentò un'altra serie di macchiette e parodie, come quella del conduttore Giovanni Minoli, reso come un giornalista alla ricerca continua e spasmodica di fatti di sangue e di eventi tragici, e quella del conduttore del TG5 Enrico Mentana.
Durante questa edizione, insieme ad altri comici del gruppo (Masciarelli, Loche e Fassari) diede vita ad un progetto musicale, intitolato Rokko e i suoi fratelli, che portò alla realizzazione prima del 33 giri Avanzi (in collaborazione con Carrie D.) e poi dell'album Sopravvoliamo. In sintonia con l'atmosfera goliardica del programma, anche la canzone che dava il titolo all'album era ironica e il ritornello recitava:
Nel maggio del 1992 Avanzi vinse il Telegatto come trasmissione rivelazione dell'anno. Nel frattempo Guzzanti scrisse e pubblicò Il libro de Kipli, dove raccolse molte delle "perle di saggezza" che dispensava alla fine di ogni puntata di Avanzi.
Sempre nel 1992 partecipò, col personaggio di Rokko Smithersons, al brano di Speaker Dee Mò Questione di stile, rappando un paio di strofe nel suo caratteristico accento romano.
Nel mese di giugno debuttò nel cinema insieme a Stefano Masciarelli con il film Prima le donne e i bambini, per la regia dell'esordiente Martina D'Anna.
Nel mese di settembre, grazie al personaggio di Rokko Smithersons, vinse il Premio Satira Politica di Forte dei Marmi.
Nell'autunno del 1992 riprese a collaborare alla stesura dei testi della nuova edizione di Avanzi, sempre condotta da Serena Dandini, con la quale instaurò un rapporto di stima professionale e personale, forte a tal punto da creare un sodalizio destinato a durare moltissimi anni. Nel biennio 1992/1993 Guzzanti abbandonò alcune delle sue classiche gag per dedicarsi alle parodie di personalità della politica italiana - uscita malconcia dal caso Tangentopoli e dall'inchiesta Mani Pulite - come Ugo Intini, ex portavoce del PSI, partito pesantemente coinvolto nei vari scandali. Guzzanti presentò anche un personaggio nuovo di zecca, Lorenzo, un liceale ignorante e svogliato, cresciuto a "pane e Videomusic", al quale la Dandini cercava inutilmente di infondere voglia di studiare.
Nel mese di giugno Serena Dandini e Corrado Guzzanti realizzarono un altro programma, Maddecheaò! Come secernere agli esami. Nata come "costola" di Avanzi, la rubrica, nella quale la conduttrice romana, che interpretava il ruolo di insegnante, ironizzava con Lorenzo sull'imminente esame di maturità di quest'ultimo, fu tramutata così in un vero e proprio show, dove i due protagonisti cercavano di esorcizzare le paure e i patemi degli studenti italiani che si apprestavano ad affrontare la delicata prova scolastica.
Nello stesso mese Corrado Guzzanti e la Avanzi Sound Machine, composta, oltre che dallo stesso Guzzanti, da Antonello Fassari, Pierfrancesco Loche e Stefano Masciarelli, partirono per una tournée con uno spettacolo misto tra concerto e intrattenimento comico. Nello spettacolo (che fu registrato per realizzarne un disco, Live) venivano riproposte le hit con cui i comici si erano già esibiti ad Avanzi, ma anche cover di altre canzoni.

### La satira politica e il successo a teatro
All'inizio del 1994, Guzzanti apparve di nuovo sul grande schermo recitando una piccola parte all'interno del settimo dei dieci episodi di De Generazione, pellicola sperimentale del cinema thriller ed horror. Nello stesso anno fece parte del cast di Tunnel, programma televisivo ideato come sempre dal trio di autrici de La TV delle ragazze/Avanzi Valentina Amurri, Linda Brunetta e Dandini, che si distinse dal precedente per l'alternarsi delle esibizioni dei comici con quelle di protagonisti del panorama musicale italiano e internazionale: infatti, oltre ad artisti come Francesco De Gregori e i Tazenda, furono invitati anche i Sonic Youth e i Nirvana, che proprio a Tunnel fecero la loro ultima apparizione televisiva, a causa del suicidio di Kurt Cobain, frontman della band, avvenuto poche settimane dopo l'esibizione sugli schermi della Rai.

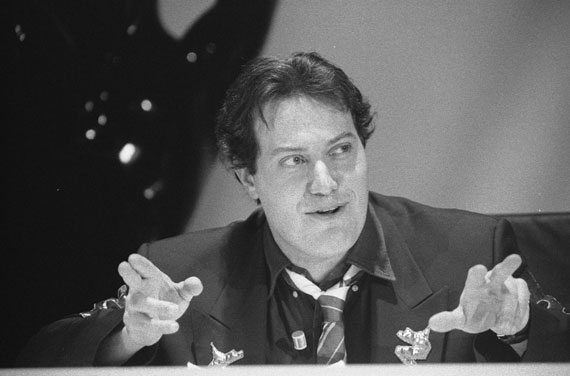
Corrado Guzzanti nei panni del giornalista di Mediaset Emilio Fede

Nello show il comico non si limitò a riproporre i vecchi personaggi (Rokko Smithersons e Lorenzo), ma focalizzò la sua attenzione sullo stato della politica italiana e sull'imminente "discesa in campo" dell'imprenditore italiano Silvio Berlusconi. Corrado Guzzanti prese soprattutto di mira due personaggi chiave della politica e del giornalismo italiani nel passaggio tra la Prima e la Seconda Repubblica: Ugo Intini, di cui aveva già sperimentato la parodia nelle battute finali di Avanzi, ed Emilio Fede, passato da qualche tempo a Mediaset e divenuto uomo di fiducia di Berlusconi.
Guzzanti interpretò l'ex-collaboratore di Bettino Craxi in diversi sketch, in studio oppure registrati; celebre fu quello in cui il finto Intini tormentava una spaventatissima Francesca Reggiani uscendo di notte e all'improvviso dai luoghi più disparati, come cassonetti della spazzatura, frigoriferi e perfino vasi sanitari, rassicurandola che il periodo di Tangentopoli era terminato e che la politica italiana era cambiata, pronta a tornare più forte di prima. La paura dell'attrice di fronte al politico simboleggiava un timore più grande, quello che dopo gli scandali la vecchia classe politica potesse rimanere la stessa, comportando di fatto il fallimento delle inchieste condotte all'inizio degli anni Novanta per smantellare il sistema generalizzato di corruzione e tangenti creato dalla precedente classe dirigente.
Oltre a quelle già citate, Guzzanti interpretò anche l'imitazione del calciatore Roberto Baggio, in quel periodo protagonista di uno spot per la compagnia petrolifera dell'Ip. Ad esse si aggiungono quelle di Giampiero Mughini e di Umberto Bossi (già imitato ad Avanzi), quest'ultimo dipinto come un personaggio all'apparenza blasfemo e rivoluzionario, ma in realtà schiavo del mezzo televisivo e dei suoi padroni.
Nello stesso anno partecipò nei panni di Lorenzo al videoclip del brano Cellai solo te di Luca Barbarossa e collaborò alle canzoni del film Troppo sole e ai testi e alle canzoni dello spettacolo teatrale Non io, Sabina e le altre, entrambi della sorella Sabina.
Nel 1995 preparò un proprio spettacolo teatrale con Marzocca, intitolato Millenovecentonovantadieci, nel quale, oltre a presentare il suo abituale repertorio, svolse un'indagine sulle manie e i vizi dell'Italia che si preparava ad entrare nel terzo millennio. Lo spettacolo era infatti la storia di un giovane chiamato Giancarlo Santini nato nel 2025 che, grazie alle nuove tecnologie, tornava indietro nel tempo e chiedeva asilo politico perché nel futuro non era rimasto nulla, solo crisi e distruzione. Il giovane era costretto dal poliziotto Cantamaglia (Marco Marzocca) a spiegare i motivi della fuga: un CD-ROM inseribile in un fantasioso drive organico dava l'occasione a Guzzanti per descrivere il futuro desolante dell'Italia trasformandosi nei suoi personaggi, da quelli già noti (Giovanni Minoli, Rokko Smithersons, Emilio Fede, Lorenzo) alle nuove imitazioni (Walter Veltroni, Paolo Liguori, Gianfranco Funari). Lo spettacolo fu portato in scena nei teatri di tutta Italia l'anno successivo fino a metà del 1997. Questo portò Guzzanti a riscrivere alcune battute a seconda degli avvenimenti politici, in particolare a seguito delle elezioni. Dopo il successo del Pippo Chennedy Show, Guzzanti aggiunse alla fine di Millenovecentonovantadieci anche una riproposizione delle battute di Quelo. Dopo un anno di tournée, a giugno del 1997 lo spettacolo venne trasmesso in diretta su Rai 2 dal Palapartenope di Napoli, mentre nella VHS distribuita dalla Cecchi Gori Home Video nel 1998 e nel DVD distribuito dalla BUR senzafiltro nel 2008 è presente la registrazione avvenuta sempre nel 1997 al Teatro del Giglio di Lucca.
Nella stagione 1995/1996 fece il suo esordio in Mediaset da attore comico partecipando a 2 puntate della trasmissione della Gialappa's band Mai dire gol, dove portò in scena il suo cavallo di battaglia Lorenzo ed Emilio Fede, con l'imitazione del quale il comico interveniva in trasmissione mediante collegamenti con lo studio del finto Tg4 per dare notizia di fatti successi mesi se non addirittura anni o secoli prima, sempre accompagnato dall'immancabile Michelino (Marco Marzocca).
Nella stagione successiva Guzzanti tornò per altre 2 puntate a Mai dire gol, proponendo questa volta l'imitazione di Ugo Intini (che apparì per l'ultima volta) e quella di Paolo Liguori, all'epoca direttore di Studio Aperto. Intervistato dalla giornalista del Corriere della Sera Maria Volpe, Liguori rivelò di non apprezzare la parodia per i toni a suo dire «dispregiativi» usati dal comico romano nei confronti suoi e del telegiornale di cui era responsabile. Liguori rimase offeso anche dall'atteggiamento delle tre voci fuori campo della Gialappa's band, che secondo la sua opinione insultavano chi, come lui, aveva idee politiche diverse dalle loro.

### IlPippo Chennedy ShoweQuelo

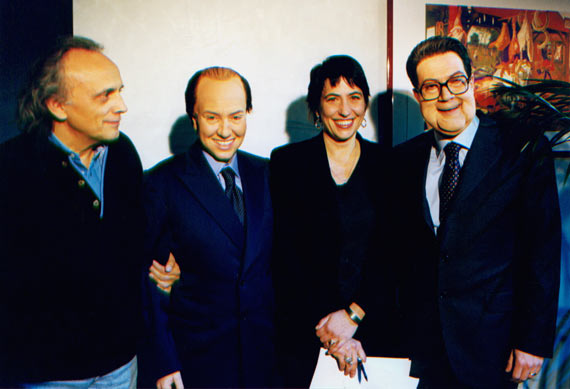
Serena Dandini in compagnia di Sabina e Corrado Guzzanti, rispettivamente nei panni di Silvio Berlusconi e Romano Prodi, nel dietro le quinte del Pippo Chennedy Show (1997)

Nel 1997 il gruppo di Avanzi e Tunnel, privo per la prima volta dei Broncoviz e di altri componenti (Pierfrancesco Loche e Masciarelli), si arricchì di altri attori (tra i quali Ale e Franz, Neri Marcorè, Rocco Barbaro e Alessandra Faiella) e dopo tre anni di assenza tornò in televisione con una nuova trasmissione, il Pippo Chennedy Show. Trasmesso in prima serata su Rai 2, il programma si reggeva prevalentemente sulle gag dei fratelli Guzzanti. 

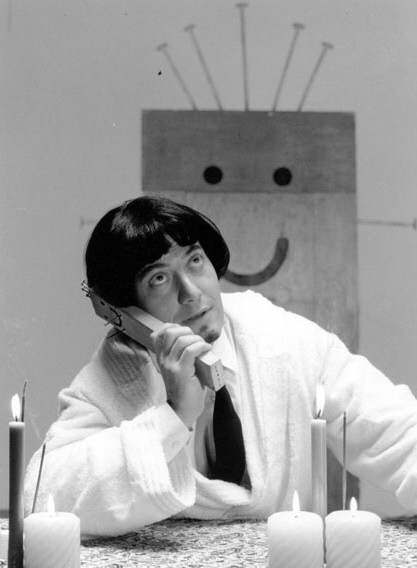
Quelo

Il comico lanciò nuovi e inediti personaggi, come il presentatore Pippo Chennedy, Gianfranco Funari (già imitato a teatro in Millenovecentonovantadieci), del quale caricaturò lo stile verbale, rendendolo ancora più rozzo e volgare, Romano Prodi, Walter Veltroni (di cui era stata fatta una caricatura già in Millenovecentonovantadieci), Fausto Bertinotti (protagonisti questi ultimi dei numerosi contrasti dentro la coalizione di centro-sinistra del governo Prodi I) e il santone Quelo, profeta della nuova era informatica che si serviva di una connessione internet ante litteram per diffondere la parola di un semplice parallelepipedo di legno, simulacro di una divinità, proposto come l'unico mezzo per combattere e sconfiggere il dolore e la violenza imperanti nel mondo moderno. La creazione di Corrado Guzzanti divenne in breve tempo molto nota, dando vita ad un tormentone lessicale.
Nello stesso anno, insieme a Marco Marzocca, scrisse il copione della nuova pièce teatrale La seconda che hai detto (intitolata come uno dei tormentoni di Quelo), in cui, oltre a Quelo, portò in scena altri personaggi come Gianfranco Funari, Pippo Chennedy, Gianni Livore, Lorenzo e il Tecnoco. Lo spettacolo fu premiato con il Biglietto d'oro come spettacolo teatrale più popolare della stagione 1997/1998.
Poco dopo pubblicò La seconda che hai detto! Il libro di Quélo e di altra gente in grossa grisi, volume nel quale raccolse le battute più ricorrenti e famose di Quelo, oltre a quelle di altri personaggi del Pippo Chennedy Show come il Tecnoco e Gianni Livore; nel 1998, invece, uscì nelle librerie Big Book, comprendente i suoi primi due lavori.

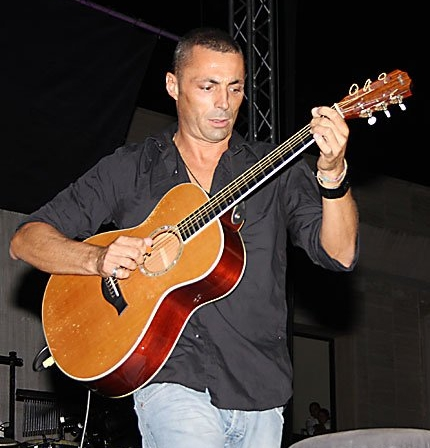
Corrado Guzzanti accompagnò l'amico Alex Britti per tutta l'estate 1999, "disturbando" ogni esibizione con un personaggio diverso.

Alla fine del 1998 partecipò alle ultime due puntate della trasmissione La posta del cuore, ideata dalla sorella Sabina, dove propose per la prima volta il personaggio di Brunello Robertetti. A gennaio del 1999 fu chiamato dalla Dandini a partecipare come ospite speciale ad una puntata del suo nuovo show Comici, trasmesso da Italia 1. Durante la serata in cui fu protagonista, Corrado Guzzanti interpretò sul palco del programma alcuni dei suoi "cavalli di battaglia": Fausto Bertinotti, Gianfranco Funari, Emilio Fede, Pippo Chennedy, il Tecnoco, Gianni Livore, Lorenzo, Rokko Smithersons e il profeta Quelo, messo alla prova sul piano filosofico da Franco Battiato, che lo sollecitò per una sua personale interpretazione di un complicato distico - in lingua latina - di Alfano di Salerno. Il santone, visibilmente spiazzato dalle parole del cantautore, se la cavò facendosi cambiare la domanda in un semplice «che ore sono?», rispondendo con finta aria di supponente superiorità intellettuale e chiedendo di andare avanti con le domande, facendo intendere di non aver tempo da perdere per questioni tanto banali.
In primavera conobbe Alex Britti e gli fece da spalla nel corso della tournée musicale estiva, irrompendo sul palco e interpretando alcuni "classici" del suo repertorio satirico come Quelo e Lorenzo.
Il 21 giugno fu ospite nei panni di Lorenzo dell'ultima puntata del programma di Serena Dandini Saranno maturi, trasmesso per l'occasione in prima serata.
Nell'autunno dello stesso anno prese parte come ospite allo spettacolo teatrale Tel chi el telùn, poi trasmesso su Canale 5 con il titolo Aldo Giovanni & Giacomo Show, interpretando il ruolo del poeta Robertetti.
Nel gennaio del 2000 Guzzanti fece un'incursione nella seconda puntata del programma di Serena Dandini Teatro 18, in cui era ospite anche Jovanotti; entrambi gli ospiti vestivano i panni di Quelo.

### L'ottavo nanoe l'impegno politico deIl caso Scafroglia

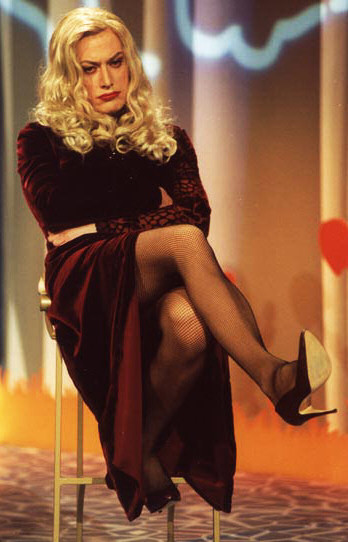
Vulvia

A gennaio del 2001 tornò in televisione con Neri Marcorè e le sorelle Caterina e Sabina, partecipando a L'ottavo nano, trasmissione satirica condotta, come gli show degli anni precedenti, dalla Dandini. Nel programma, trasmesso come il Pippo Chennedy Show su Rai 2 e in prima serata, il comico offrì ai telespettatori delle nuove macchiette: l'imitazione del giornalista Gabriele La Porta e del leader politico della Margherita Francesco Rutelli, il Dottor Armá (liberamente ispirato alla figura del televenditore di opere d'arte Francesco Boni). Oltre a questi si ricorda anche Vulvia, bionda e maggiorata presentatrice dell'immaginario canale di approfondimento culturale Rieducational Channel, tormentata dalla passione per gli imbuti (storpiati in 'mbuti). Imbuti è anche il titolo che Guzzanti diede al suo nuovo libro, corredato di una videocassetta, in cui concentrò quelle che a suo parere erano state le più belle gag degli ultimi anni: dal poeta Brunello Robertetti al regista Rokko Smithersons, dalla conduttrice Vulvia al santone Quelo. Solo l'anno prima (2001) era uscito in una nuova versione, edito da Baldini Castoldi Dalai, La seconda che hai detto! Il libro di Quélo e di altra gente in grossa grisi. Il 18 aprile 2001 fu premiato insieme a Fiorello agli Oscar Tv come personaggio maschile televisivo dell'anno.
A seguito dalla celebre imitazione fatta durante L'ottavo nano, il 24 giugno del 2001 Guzzanti fu invitato da Antonello Venditti a partecipare alla festa scudetto della Roma presso il Circo Massimo, dove eseguirono assieme Grande Raccordo Anulare. La canzone fu inclusa nell'album live Circo Massimo 2001 che il cantautore registrò in quell'occasione. Nel dicembre dello stesso anno fu invitato anche da Ron nella sua trasmissione Amici miei per impersonare Venditti e cantare Grande Raccordo Anulare.
A luglio dello stesso anno i protagonisti de L'ottavo nano (Corrado Guzzanti, Serena Dandini, Neri Marcorè, Rosalia Porcaro e Marco Marzocca) riproposero i personaggi della trasmissione televisiva nello spettacolo Faccia da comico, che si svolse in sole due tappe a Firenze e a Torino.

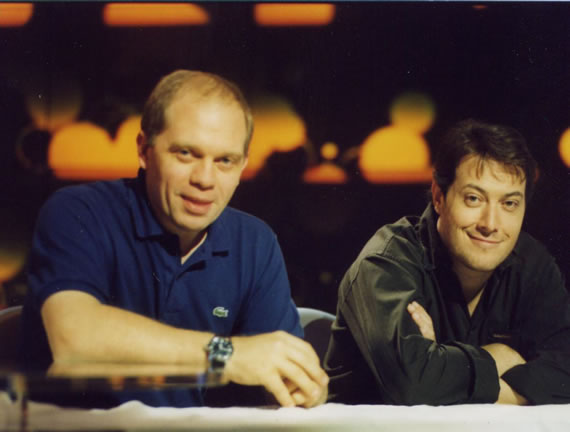
Marco Marzocca e Corrado Guzzanti durante i preparativi de Il caso Scafroglia.

Nel 2002 Guzzanti realizzò il suo primo progetto televisivo personale, Il caso Scafroglia, un programma pseudo-giornalistico basato sulle indagini riguardo alla presunta scomparsa del signor Mario Scafroglia. Il conduttore, impersonato dallo stesso Guzzanti, questa volta senza l'ausilio di trucco o travestimenti, partendo dal caso, si dilungava in digressioni andando ad analizzare la situazione politica italiana, in quel momento caratterizzata dalla presenza di Silvio Berlusconi alla presidenza del consiglio. Le varie riflessioni, sempre critiche, sull'attività politica del governo erano intervallate dagli sketch del comico, che propose nel programma caricature come il Mafioso, ritratto nella sua arroganza e nei suoi poteri per nulla affievoliti dal carcere (e dunque in aperta polemica con le presunte inefficienze dell'articolo 41 bis), la figura del Massone, l'imitazione dell'allora Ministro delle Finanze Giulio Tremonti (presentato come uno scialacquatore del denaro pubblico e sfrenatamente dedito al gioco d'azzardo) e il gerarca fascista Barbagli, leader di un manipolo di uomini partiti alla conquista del Pianeta rosso nella striscia satirica Fascisti su Marte, trasmessa all'interno di ogni puntata. All'interno dello show, in onda in seconda serata su Rai 3, Guzzanti, attraverso l'uso della satira, criticò aspramente il governo Berlusconi, colpevole a suo dire dello sfascio economico, politico e soprattutto culturale del Paese, destinato a subire una dittatura dolce.
Il programma lo portò a vincere nel 2003 il Premio Satira Politica Forte dei Marmi per la televisione.
Terminato Il caso Scafroglia, decise di raccogliere i contenuti più significativi e divertenti della saga sull'invasione fascista di Marte in un mediometraggio di quarantacinque minuti, presentato nella sezione Nuovi Territori alla Mostra Internazionale d'Arte Cinematografica di Venezia del 2003.
Nello stesso anno doppiò Buck McCoy, un vecchio attore di film western, nell'episodio L'ultima pistola del west de I Simpson.

### Parla con me,Fascisti su Martee il nuovo tour itinerante
Dopo la fortunata parentesi della striscia satirica Il caso Scafroglia, riconosciuta come uno dei momenti migliori di Rai 3 e di tutta la televisione degli ultimi anni, Corrado Guzzanti concentrò i propri sforzi sulla lavorazione del suo primo film, riducendo drasticamente le sue apparizioni in televisione. Realizzò in tre anni la trasposizione cinematografica degli sketch sull'invasione fascista di Marte già trasmessi in televisione, arricchita da scene girate tra il 2004 e il 2005 in una cava alla periferia di Roma e modificate digitalmente. 

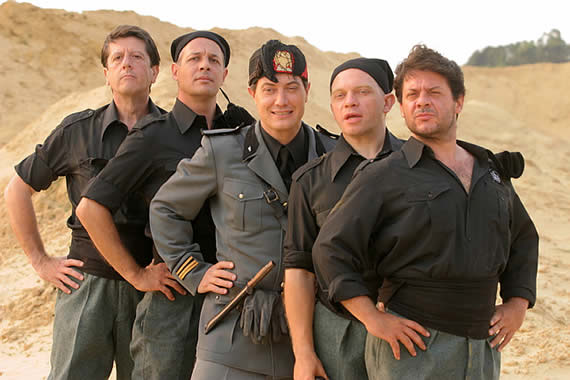
Corrado Guzzanti alla guida degli "impavidi" militi fascisti.

Dal 2003, anno delle vicende giudiziarie che videro Sabina Guzzanti ostracizzata da RAI e Mediaset, le sue apparizioni in RAI furono molto rare. Iniziò invece a collaborare con SKY e Sky-Fox.
Guzzanti fu ospite del divano del talk show Parla con me, la nuova trasmissione di Serena Dandini, prima il 9 ottobre del 2005 vestendo i panni di Giulio Tremonti e poi il 5 marzo del 2006 irrompendo in studio a bordo di una camionetta e relativi squadristi, con la divisa di Barbagli e recitando un monologo sulla recente situazione politica italiana, dal punto di vista di una persona trasportata nel 2000 direttamente dal Ventennio. In un'altra puntata della trasmissione, la Dandini lanciò un breve filmato contenente i "dietro le quinte" del nuovo film di Guzzanti Fascisti su Marte, che si apprestava ad uscire al cinema con una versione di durata più che doppia rispetto alla versione del 2003.
La pellicola, in gara alla Festa del cinema di Roma del 2006 nella sezione Extra e poi trasmessa sul grande schermo nello stesso anno, racconta l'invasione, da parte di un piccolo reparto di camicie nere, del pianeta rosso, abitato dai Mimimmi, pietre rotonde alle quali Barbagli e i suoi uomini cercano inutilmente di imporre la propria autorità. Guzzanti, regista e voce narrante del film (con il tipico stile di narrazione usato dai commentatori dei cinegiornali della EIAR del periodo della dittatura), sfruttò le peripezie dei protagonisti per un'analisi finale delle reali differenze tra il regime di allora e la situazione politica corrente, sintetizzandola con le seguenti parole:
(Fascisti su Marte, epilogo)
Sempre nel 2006 diede alle stampe il volume Il caso Scafroglia, seguito nel 2007 da Fascisti su Marte, entrambi provvisti di libro e DVD, nei quali non inserì solo le versioni integrali delle sue creazioni, ma anche extra e contenuti speciali di vario genere.

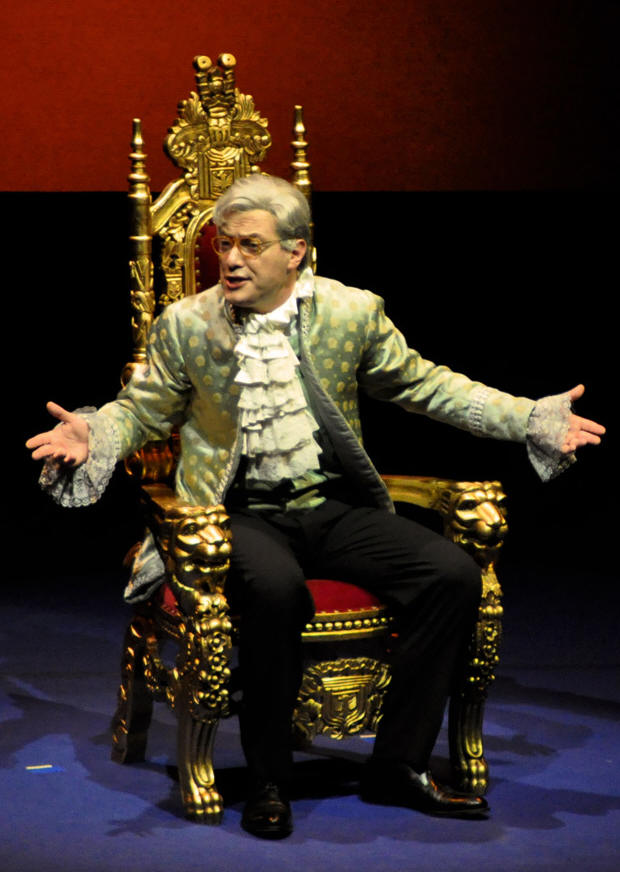
Nel corso dell'ultimo spettacolo teatrale Recital, Guzzanti ha rispolverato molte delle sue storiche imitazioni, come quella del Ministro Giulio Tremonti, adagiato su una poltrona truccata da trono per sottolineare l'isolamento dorato in cui secondo il comico vivono gli uomini più importanti d'Italia.

Nel 2007 il film ottenne due candidature al David di Donatello, una per la migliore canzone originale (composta da Guzzanti con la collaborazione di Nicola Piovani) e una per i migliori effetti speciali visivi, e una candidatura al Ciak d'oro per la migliore opera prima.
Il 2 marzo del 2008 fu nuovamente ospite di Parla con me, questa volta nei panni di Padre Pizzarro, che in particolare parlò dell'aborto dal punto di vista della religione cattolica, per poi lasciare sbigottita la Dandini quando rivelò che tutto ciò che aveva affermato era ciò che era tenuto a dire per lavoro e che era molto distante da ciò che lui realmente credeva: il cardinale, infatti, rivelava che per lui l'unica verità era quella spiegata dalla scienza nella M-theory, che dimostrava di conoscere nei dettagli.
Nel 2008 Corrado Guzzanti ha partecipato come guest star per 5 puntate alla seconda stagione della fiction Boris (serie televisiva prodotta da Sky-Fox), dove ha recitato nel ruolo di Mariano Giusti, un attore psicologicamente instabile e che sta attraversando una profonda crisi mistica, che nella sit-com interpreta il ruolo del Conte malvagio nella metafiction Gli Occhi del Cuore 2. Oltre al personaggio di Giusti, il comico romano ha interpretato in Boris anche la parte di Padre Gabrielli, un prete dallo spiccato accento napoletano e affiliato alla Camorra, che assiste Mariano come agente e come consulente spirituale dal momento della sua conversione religiosa.
Nel luglio 2008 è stato pubblicato in formato DVD Millenovecentonovantadieci, la versione televisiva dell'omonimo spettacolo teatrale del 1997.
Alla fine del 2008, in collaborazione con l'amico "Lillo" Petrolo, ha realizzato insieme a Victoria Cabello la parodia di un'esibizione live di Mamma Maria dei Ricchi e Poveri risalente al 1984, dove vestiva i panni del tastierista Franco Gatti; la scenetta è stata poi usata come sigla di chiusura della trasmissione Very Victoria, condotta dalla stessa Cabello e in onda su MTV.
Per la stagione 2008/2009 del programma televisivo Parla con me era prevista la partecipazione saltuaria di Guzzanti alla trasmissione, realizzatasi solo in una delle ultime puntate della serie, quando è stato mandato in onda un nuovo sketch di Romano Prodi, tratto direttamente dallo spettacolo teatrale, dal titolo Recital, che ha impegnato Guzzanti dal 3 aprile al 16 maggio 2009 in ventiquattro tappe in giro per l'Italia centro-settentrionale e durante il quale ha portato dal vivo nuove gag dei personaggi e delle parodie che lo hanno reso più noto al pubblico televisivo. L'unica sostanziale novità introdotta da Guzzanti è stata l'imitazione di Antonio Di Pietro, interpretata non dal vivo ma registrata e mostrata al pubblico mediante un maxischermo collocato sullo sfondo del palco.
Ad accompagnarlo nel tour, l'amico e collega Marco Marzocca, che ha interpretato i ruoli dello schietto e risoluto Ermes Cassiodoro, del "picciotto" agli ordini del Mafioso e soprattutto - in una riedizione de Il caso Scafroglia - di Padre Federico, e la sorella Caterina, nei panni di una tormentata Mariastella Gelmini, di una Miss Italia ignorante e di un angelo mendicante dall'accento est-europeo.
Il tour, aggiornato continuamente da Guzzanti a quelle che erano le novità politiche e sociali degli ultimi tempi, è ripreso nella stagione autunnale 2009 e, dopo una breve interruzione a cavallo del 2010, è terminato il 13 febbraio 2010. A fine anno è stato pubblicato Recital, un libro contenente il testo dell'omonimo spettacolo e contenuti extra, assieme a 2 DVD.
Il tour, con 150 mila spettatori, ha vinto il Biglietto d'oro 2009; inoltre, per la sua attività teatrale, Guzzanti è stato insignito nel 2010 con il Premio Satira Politica di Forte dei Marmi.
Nello stesso anno ha fatto part del cast della commedia La passione di Carlo Mazzacurati, in cui ha interpretato l'attore e meteorologo Manlio Abbruscati, ruolo per il quale è stato candidato al Ciak d'oro 2011 e al Premio Kineo "Diamanti al Cinema Italiano" come migliore attore non protagonista.
Il 22 novembre 2010 è stato ospite della terza puntata del programma Vieni via con me condotto da Fabio Fazio e Roberto Saviano, dove ha letto l'Elenco di battute che non aiuteranno questo programma ma aiuteranno ciascuno di noi. La serata, con uno share del 31,6% e 9,7 milioni di spettatori, è risultata essere quella con ascolti maggiori. In particolare, l'intervento di Guzzanti ha raggiunto un picco di oltre 11,09 milioni di spettatori e il 36% di share.
Il 28 gennaio 2011 è intervenuto telefonicamente nella trasmissione Parla con me di Serena Dandini imitando il Direttore Generale della Rai Mauro Masi, anche se caratterizzandolo con dei tratti dell'uomo con la casa in Abruzzo che telefonava sempre durante Il caso Scafroglia, facendo la parodia della telefonata che il DG aveva fatto la sera prima nella trasmissione Annozero di Michele Santoro, in cui aveva dichiarato di voler prendere le distanze dall'impostazione del programma, suscitando molte polemiche.
Guzzanti ha inizialmente storpiato le parole stesse che Masi aveva pronunciato la sera prima, in chiave ironica:
(Guzzanti - Masi)
Poi ha tentato di difendere in modo ironico Berlusconi:
(Guzzanti - Masi)
Infine ha confessato il motivo che lo spingeva a chiamare in trasmissione:
(Guzzanti - Masi)

### Il ritorno in TV su Sky conAnieneeDov'è Mario?
Il 10 giugno 2011, dopo 9 anni, Guzzanti è tornato in TV su Sky Uno con Aniene, programma di una sola puntata, costituito da sketch e dialoghi montati senza una vera e propria conduzione, accompagnato dall'amico e collega Marco Marzocca e da Max Paiella. Nel nuovo programma Guzzanti ha riproposto personaggi già noti come il Massone, il Mafioso (che celebrava i 150 anni della mafia anziché dell'unità d'Italia) e Antonello Venditti (che cantava una nuova canzone intitolata L'esondazione dell'Aniene), ma anche il nuovo personaggio Aniene (che dà il nome al programma), definito da Guzzanti "un supereroe coatto" mandato sulla Terra dal Padre per riportare l'ordine tra gli umani. Il programma ha ottenuto un grande successo ed è stato riproposto nei giorni successivi in pillole di 8 minuti. A fine anno è stato pubblicato il DVD Aniene. Troppi tuono è come nessun tuoni con allegato il libro contenente il copione integrale del programma. Il 14 giugno del 2012 è ripartito sempre su Sky Uno con Aniene 2 - Molto rigore per nulla, in cui spicca il ritorno di Lorenzo insieme al figlio Luco, nuovo personaggio di Guzzanti; così come era avvenuto per la prima edizione, il programma ha fatto record di ascolti e ne è stato pubblicato il DVD a fine anno. Per tale DVD nel 2013 Guzzanti ha ricevuto il Premio speciale dei Wind Music Awards.
Nel 2014 Guzzanti ha fatto parte del cast della commedia Ogni maledetto Natale del trio degli autori di Boris Ciarrapico-Torre-Vendruscolo, in cui, come tutti gli attori del film, ha interpretato due ruoli diversi nelle due famiglie protagoniste: lo zio Sauro della famiglia Colardo e il filippino Benji che lavora per la famiglia Marinelli. Nel 2015 ha recitato il ruolo del maresciallo dei carabinieri Carmelo La Mattina nel film A Bigger Splash di Luca Guadagnino.
Il 25 maggio del 2016 Guzzanti è tornato in TV su Sky Atlantic con una serie di 4 episodi, Dov'è Mario?, scritta con Mattia Torre e diretta da Edoardo Gabbriellini, in cui Guzzanti ha interpretato un noto intellettuale snob, Mario Bambea, che, dopo un grave incidente automobilistico, comincia ad essere affetto da uno sdoppiamento della personalità, lasciando emergere sempre più il suo alter ego Bizio Capoccetti, comico coatto e volgare. La serie è stata promossa anche tramite due eventi di guerrilla marketing: le librerie Feltrinelli di Roma e Milano hanno esposto un cartellone pubblicitario che promuoveva la nuova opera «worstseller» Le salamandre nella formaggia: pluralismo e pluralità delle sinistre dall'Olocene a Renzi, una terapia taumaturgica di gruppo, una parafrasi dell'uomo nell'oltrescimmia delle istituzioni di Mario Bambea, ovviamente inesistente; su la Repubblica è stato pubblicato un editoriale supercazzola firmato sempre da Mario Bambea, in realtà scritto da Guzzanti in quello che è lo stile dell'intellettuale da lui ideato. Inoltre, dal 14 al 25 maggio, è stato attivato sul canale 111 di Sky il canale Sky Mario HD, in cui sono stati trasmessi i lavori di Guzzanti (Fascisti su Marte, Recital, Aniene, Ogni maledetto Natale, Boris, I Simpson), pezzi inediti in cui il comico vestiva i panni di Aniene, Vulvia, Lorenzo e Luco, titoli scelti da Guzzanti e altro. A fine anno è stato pubblicato un cofanetto con 2 DVD contenenti, oltre ai 4 episodi, lo speciale "Dov'è Mario?" e le pillole "Chi è Mario?", "Dov'è Mario? L'armonia degli opposti", "Chi è Corrado?", "Chi è Bizio?" e "Dov'è Mario? oggi".
Il 14 gennaio 2017 Guzzanti è stato ospite insieme a Serena Dandini della prima puntata dello show di Gigi Proietti Cavalli di battaglia su Rai 1, dove ha riproposto Quelo, Lorenzo e Brunello Robertetti.
Nel 2018 è entrato a far parte del cast della serie I delitti del BarLume (arrivata alla quinta stagione), dove interpreta l'assicuratore veneto Paolo Pasquali con un linguaggio ispirato al Bepi di Alberto Sordi nel film di Dino Risi Venezia, la luna e tu. Pasquali rappresenta l'italiano medio: è un uomo ambizioso, estremamente ordinato e rigido, che si crede furbo ma che è in realtà poco intelligente.
Nello stesso anno ha doppiato per la prima volta un personaggio principale di un film, cioè Barbo, il capo della tribù protagonista del film d'animazione I primitivi.

### Propaganda LiveeLOL
Il 9 e il 16 marzo del 2018 è stato ospite di Propaganda Live su La7 per commentare le elezioni nei panni di Padre Pizzarro intervistato da Andrea Purgatori, mentre il 29 novembre 2018 è stato ospite dell'ultima puntata de La TV delle ragazze - Gli Stati Generali 1988-2018 di Serena Dandini, in cui ha vestito i panni del poeta Brunello Robertetti. In questa occasione ha promosso il film La prima pietra di Rolando Ravello, in cui ha interpretato il preside di una scuola elementare alle prese con l'organizzazione della recita di Natale multireligiosa in una scuola multietnica. Per questa interpretazione è stato candidato ai Nastri d'argento 2019 come migliore attore di commedia.
Nel 2019 ha vinto il Premio alla carriera Premio Satira Politica di Forte dei Marmi, con la seguente motivazione:
Sempre nel 2019 ha prestato la voce al nuovo personaggio di Toy Story 4 Duke Caboom, uno stuntman canadese, e all'orso Salnitro nel film d'animazione La famosa invasione degli orsi in Sicilia.
Il 5 dicembre 2019 è tornato a vestire i panni di Brunello Robertetti nella terza puntata di Stati generali di Serena Dandini.
Nel 2020 ha fatto parte del cast de La concessione del telefono - C'era una volta Vigata, in cui ha interpretato il prefetto Vittorio Marascianno, un dietrologo complottista napoletano.
Nello stesso anno ha recitato nel cortometraggio Stardust di Antonio Andrisani nel ruolo di Giuseppe, un regista che realizza un film di successo impossessandosi dell'idea di un'altra persona; per questa interpretazione ha vinto il Premio Canale Europa.Tv come migliore attore al Cortinametraggio 2020.
Dall'8 maggio 2020 è tornato in TV su La7 per le ultime 3 puntate di Propaganda Live, per cui ha realizzato dei filmati da casa nei panni dei suoi celebri personaggi alle prese con l'emergenza Coronavirus: Lorenzo col figlio Luco, Aniene e Vulvia.
Ad ottobre del 2020 è comparso su Rai Premium nella puntata del programma Allora in onda dedicata alla miniserie A come Andromeda, per la quale ha realizzato una parodia, intitolata A come Addòrmite, insieme a Lillo e a Marco Marzocca, per evidenziare la lentezza tipica dei vecchi sceneggiati televisivi.
Il 31 dicembre 2020 è tornato a Propaganda Live nella puntata speciale di Capodanno nelle vesti di Brunello Robertetti, che ha dato la sua visione del 2020.
Nel 2021 è stato guest star dell'ultima puntata della serie Speravo de morì prima, dove ha interpretato un prete che deve celebrare il matrimonio tra due tifosi romanisti contemporaneamente all'ultima partita di Francesco Totti. Nello stesso anno ha fatto parte del cast de La Befana vien di notte 2 - Le origini, interpretando Papa Benedetto XIV.
Nel febbraio 2022 ha partecipato alla seconda stagione di LOL - Chi ride è fuori, prodotto di Prime Video, classificandosi terzo. All'interno del game show, Guzzanti ha alternato ai suoi personaggi più famosi battute estemporanee e altri sketch: ha fatto il suo ingresso nel teatro di LOL vestendo i panni di Quelo, portando con sé una valigia dalla forma della tavoletta di legno che accompagna sempre il santone; durante la gara, ha interpretato il dottor Armà, la voce del cinegiornale fascista di Fascisti su Marte, Giulio Tremonti, Lorenzo, Vulvia, Antonello Venditti e Pippo Chennedy; dopo l'eliminazione, è stato richiamato in scena sul finale per catalizzare la sfida tra i due finalisti Virginia Raffaele e Maccio Capatonda, portando fuori gara il poeta Brunello Robertetti, che ha fatto esplodere la finalista Virginia Raffaele in una risata liberatoria e decretato pertanto la vittoria di Maccio Capatonda.
Dopo la fortunata esperienza a LOL, nello stesso anno ha fatto parte del cast del film di Lillo & Greg Gli idoli delle donne, dove ha interpretato Joaquim, un narcotrafficante colombiano di origini argentine.

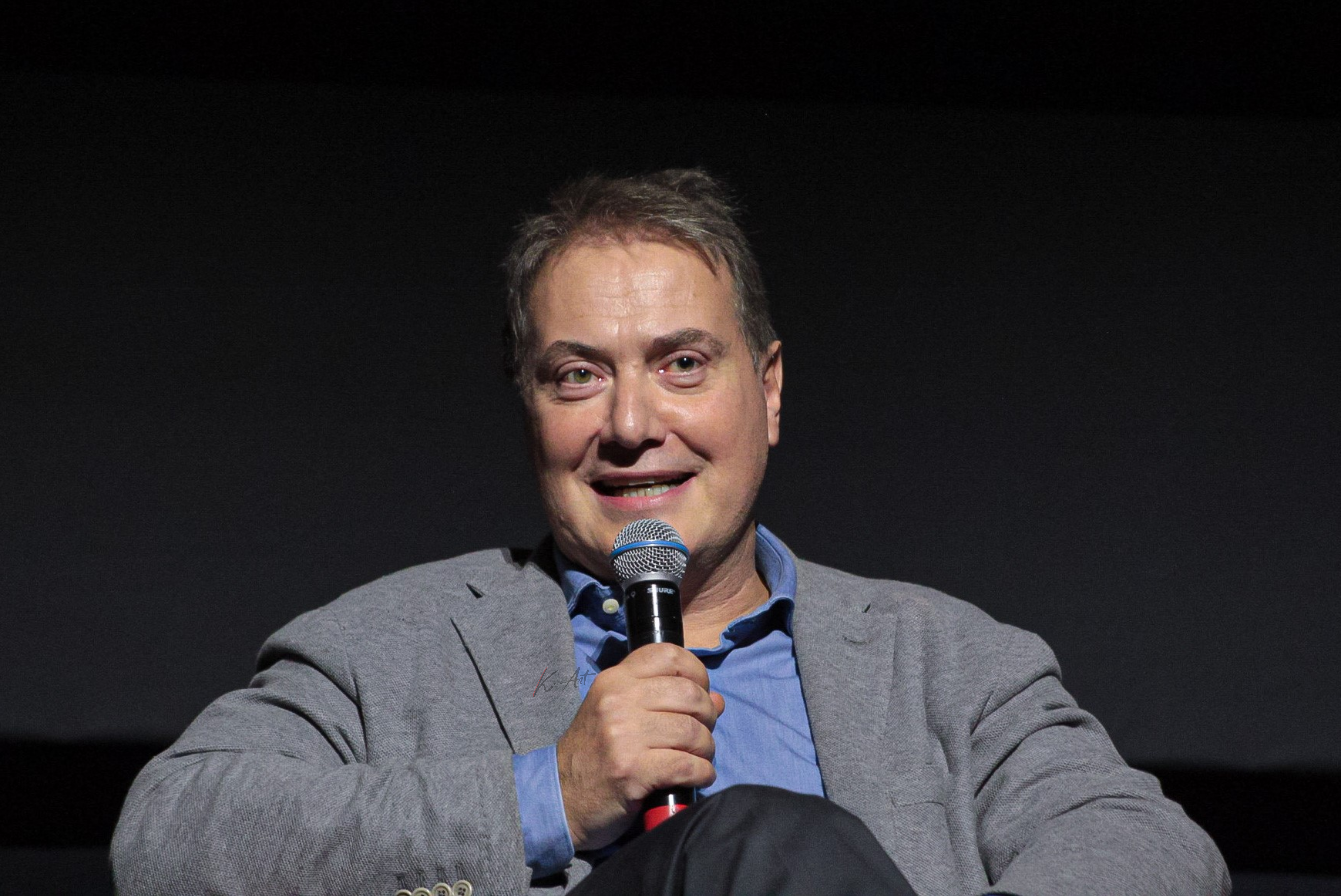
Corrado Guzzanti alla Festa del Cinema di Roma per la presentazione di Boris 4.

Ad ottobre del 2022, dopo 14 anni, Guzzanti è tornato a interpretare il personaggio di Mariano Giusti in 4 degli 8 episodi della quarta stagione di Boris, trasmessa su Disney+ e scritta da Giacomo Ciarrapico e Luca Vendruscolo, per la prima volta senza Mattia Torre (scomparso nel 2019), autore delle precedenti stagioni della serie. Mariano, diventato un attore di successo grazie a Pepperoni, una serie canadese sulla mafia italoamericana, interpreta il ruolo di San Giovanni Battista nella metafiction Vita di Gesù; tuttavia, oltre al successo, durante la permanenza in America Mariano ha scoperto anche la passione per le armi, che usa in maniera sconsiderata a causa dei suoi irrisolti problemi psicologici.
Nel 2023 è stato guest star del quinto episodio della serie Sono Lillo, in cui ha interpretato l'artista concettuale tedesco Sasha Von Tapper, e del sesto episodio del remake Call My Agent - Italia nel ruolo di sé stesso. Inoltre, dopo più di vent'anni, è tornato a lavorare con Neri Marcorè nel podcast Audible Wastelanders: Star-Lord, in cui ha prestato la voce al procione antropomorfo Rocket Racoon.
Nel 2024 ha recitato nella seconda stagione di Sono Lillo, questa volta nel ruolo di Aldo Panaro, un imprenditore visionario. Nello stesso anno ha partecipato – in qualità di ospite – alla terza edizione del programma di Carlo Cracco Dinner Club.
Il 17 gennaio 2025 è intervenuto telefonicamente a Propaganda Live nei panni del telespettatore con la casa in Abruzzo per dare il suo parere sul tema discusso in studio (la separazione delle carriere), travisato con la separazione delle corriere.

## Personaggi
Dal 1990 ad oggi Corrado Guzzanti ha portato sugli schermi televisivi e sui palchi dei teatri italiani più di quaranta personaggi, da suddividere in parti pressoché equivalenti tra parodie di persone esistenti e macchiette originali.

## Libri
Guzzanti ha scritto fino ad ora quattro libri e sette volumetti a corredo del supporto visivo (VHS o DVD) dei suoi spettacoli e contenenti brevi commenti dell'autore e i copioni di ciascun opera. I suoi lavori sono stati pubblicati dalle case editrici Baldini & Castoldi, Mondadori, BUR, Feltrinelli e Fanucci.

### Il libro de Kipli

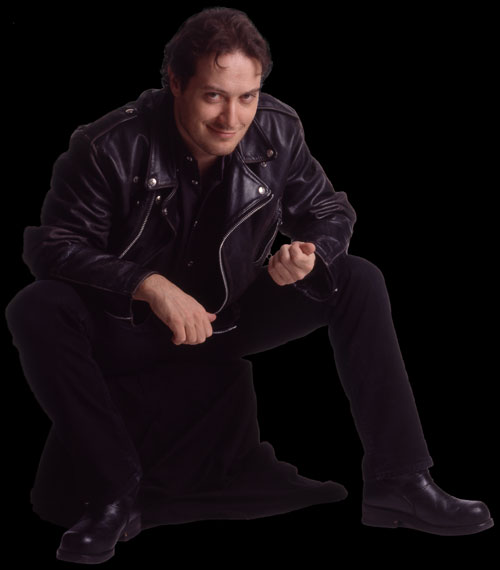
Il personaggio di Rokko Smithersons.

Pubblicato dalla casa editrice Baldini & Castoldi nel 1992, questo libro, che non supera le cento pagine, contiene una raccolta di poesie scritte «molti secoli fa» dal fantomatico Kipli, un poeta ottomano del quale Guzzanti, nei panni di Rokko Smithersons, era solito declamare alcuni versi nello studio di Avanzi.

Nell'introduzione al libro il comico ha scritto:
(Prefazione al libro)
Nel volume sono antologizzati quaranta componimenti e alcuni aforismi, incentrati su temi di stringente attualità tra cui il razzismo, la prostituzione, la politica e l'economia. Le poesie sono state raccolte in modo tale da non accavallarsi; terminata una poesia, anche nella parte iniziale di una pagina, bisogna voltare quella successiva per passare ad un'altra poesia - espediente pensato da Guzzanti perché il lettore possa focalizzare la sua attenzione su ciascuna di esse. Il testo iniziale di ogni carme è «verboso e faticoso», ma non va saltato per comprendere al meglio il capovolgimento finale, che ribalta, con una tecnica usata da molti comici, ciò che si è affermato in precedenza o lo si esagera per cogliere il lettore di sorpresa.
Le massime di cui si parla in precedenza servono ad alleggerire il carico della parte in rima e risalgono, da quanto scrive Guzzanti all'inizio del libro, al «periodo ingrato» di Kipli, quando quest'ultimo esercitava la professione di scrittore di biglietti per cioccolatini, con uno stile pungente e dissacrante, molto apprezzato dai proprietari della fabbrica. I testi erano però così feroci da innescare spesso, tra gli innamorati che si scambiavano a vicenda il dolcetto, furibondi litigi che terminavano sempre con la «strage di San Valentino» (evidente riferimento all'omonimo massacro compiuto dagli uomini di Al Capone ai danni della banda di Hugs Moran nel 1929), nella quale gli amanti si crivellavano i corpi con pallottole di cacao.
Nel 1994, in allegato al giornale, l'Unità ha ripubblicato la raccolta di poesie all'interno della collana I libri dell'Unità. A differenza della prima pubblicazione, la copertina del libro è molto semplice, costituita dal solo titolo e priva della foto di Rokko Smithersons che si stagliava nella versione originale.

### La seconda che hai detto! Il libro di Quélo e di altra gente in grossa grisi
Scritto nel 1997 e pubblicato nello stesso anno da Baldini & Castoldi, il libro è costituito da 132 pagine tra le quali si ripartiscono le battute più esilaranti e divertenti di Quelo, il profeta new-age che al Pippo Chennedy Show, "sconvolgendo" le menti e le idee dei telespettatori più perbenisti, aveva cercato di rispondere alle domande sui misteri inestricabili della vita umana col suo stile tipicamente ironico, spicciolo e sbrigativo. Il libro è costituito non soltanto dalle espressioni tipiche pronunciate dal personaggio, ma anche da un lungo elenco di dialoghi, nei quali si alternano le domande rivolte al santone e le risposte "nonsense" di quest'ultimo, volutamente assurde o destinate a capovolgere la concezione comune dei fatti a proposito dei quali la macchietta viene interrogata (come quando afferma che «l'uomo non può discendere dalla scimmia; forse solo il bambino può scendere» da essa «se è molto grossa»). Tra i motti più ricorrenti di Quelo, «La seconda che hai detto!» e «C'è grossa grisi!», che ritornano inesorabilmente in moltissime "spiegazioni". Oltre al personaggio di Quelo, il libro contiene le battute degli altri personaggi di Guzzanti portati al Pippo Chennedy Show, come il Tecnoco e Gianni Livore.
Nel 2001 Baldini & Castoldi ha stampato una nuova versione del libro, frutto di un sostanziale rimescolamento dei contenuti del libro pubblicato 4 anni prima. Cambia la foto di Quelo in copertina, mentre il numero delle pagine è praticamente lo stesso (la nuova versione presenta una sola pagina in meno) e rimangono immacolate le sezioni più importanti; stessa cosa per gli aforismi, che subiscono lievi modifiche di forma senza che ne venga intaccata l'incisività. Altri detti, come «mettetevi il preservativo senza pronunciarlo» e «non rimandare a domani quello che puoi fare dopodomani», subiscono un semplice copia-incolla.

### Big book
Questo volume è stato pubblicato nel 1998 da Baldini & Castoldi e incorpora i due lavori precedenti, unificando in un singolo tomo le originali poesie de Kipli e le taglienti affermazioni di grande attualità di Rokko Smithersons, agli effervescenti motti di spirito del guru con il camice bianco.

### Imbuti
Pubblicato da Arnoldo Mondadori Editore, Imbuti è il titolo del quarto libro di Guzzanti, il primo ad essere corredato di un supporto video (formato VHS) di 96 minuti contenente le performance più divertenti dei personaggi portati in televisione negli ultimi dieci anni - da Avanzi a L'ottavo nano: Rokko Smithersons, Vulvia, Brunello Robertetti e le parodie di Antonello Venditti, Francesco Rutelli e altri ancora. Il libretto che si trova all'interno della confezione è di 111 pagine e contiene diversi copioni dei testi originali scritti da Guzzanti.

### Lorenzo e la maturità. Come secernere agli esami

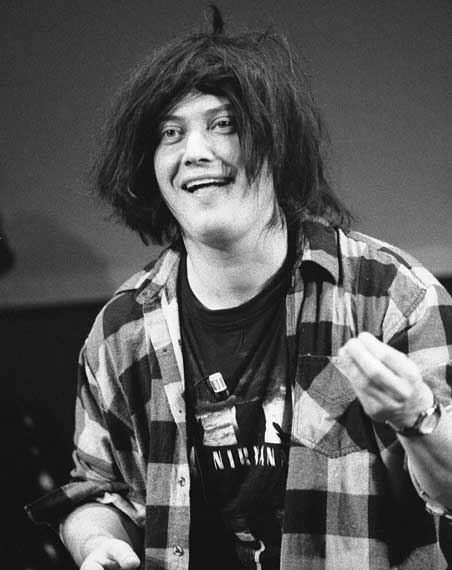
Lorenzo, tutto fuorché assetato di sapere.

Lorenzo e la maturità. Come secernere agli esami è il titolo di un cofanetto, pubblicato dalla BUR senzafiltro nel 2005, contenente il meglio della trasmissione Maddecheaò (datata giugno 1993), sia su supporto cartaceo che video. Infatti, al DVD di durata complessiva di 123 minuti (con un quarto d'ora di materiale inedito, frutto di un nuovo confronto tra studente e insegnante di sostegno), si aggiunge un libretto di 160 pagine che si suddivide in più parti e che si apre con l'intervista della giornalista Elena Sani a Guzzanti e Serena Dandini, i quali, a distanza di dodici anni, raccontano le origini del personaggio (Lorenzo) e i successivi sviluppi che ne hanno definito la precisa identità.
Terminata l'introduzione, il lettore incontra un breve glossario gergale, che raccoglie i termini e le espressioni caratteristiche di Lorenzo e fa un riassunto del curioso lessico da lui abitualmente parlato. A questo punto inizia la parte centrale del libro, costituita dai testi delle gag del personaggio ad Avanzi e a Maddecheaò, con una lieve differenza tra le due trasmissioni, dal momento che solo nel secondo caso intervengono con qualche sporadica battuta altri interpreti (gli amici del personaggio). Le sezioni seguenti comprendono, in ordine di lettura, i testi delle canzoni Muco nasale e Modella, interpretate una tantum in studio dalla macchietta; i copioni dei due interventi di Lorenzo nelle trasmissioni successive Tunnel e Pippo Chennedy Show (in una nota si racconta che a Tunnel lo sketch, nel quale il personaggio doveva irrompere sul palco alla fine dell'esibizione dei Nirvana, fu rovinato da un improvviso "ripensamento" dei componenti della band); un racconto pulp dove Lorenzo racconta con un italiano molto zoppicante l'uccisione di una donna e del figlio, padrone del bar dove si consuma la "tragedia"; infine, prima dell'appendice finale sono riportate due digressioni, ad opera di Marco Lodoli e Valeria Parrella, dove viene compilato un resoconto sul significato del personaggio, cosa rappresenta e come è riuscito Guzzanti ad illustrare con esso il carattere e il modo di fare dei giovani di oggi.

### Il caso Scafroglia
Dal titolo dell'omonima trasmissione di Raitre, Il caso Scafroglia è un cofanetto contenente un libro di 108 pagine con un'introduzione di Andrea Purgatori e Andrea Salerno e il copione del programma e due DVD di 240 minuti complessivi, nei quali si trovano gli sketch più divertenti e graffianti del programma. La pubblicazione è stata curata dalla BUR senzafiltro e risale ai primi mesi del 2006, poco tempo prima che il comico terminasse di completare la preparazione del suo primo film importante, Fascisti su Marte. Protagonisti di questo best of non sono soltanto le sagome di Guzzanti, ma anche i vari personaggi interpretati da Marco Marzocca e Caterina Guzzanti, che rientravano nel cast ufficiale della trasmissione e che il comico ha voluto ringraziare per la collaborazione. Infine, buona parte degli spezzoni inseriti nel supporto video vertono su temi di attualità politica, che Guzzanti ha voluto far prevalere per realizzare un'analisi, il più possibile completa e aderente alla realtà, dell'Italia e dello scenario internazionale tra il 2002 e il 2003.

### Fascisti su Marte

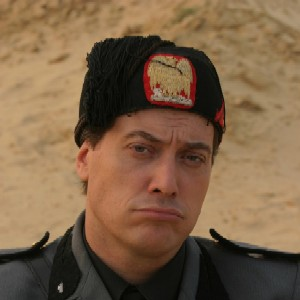
Il gerarca fascista Barbagli, l'indiscusso protagonista di Fascisti su Marte.

Fascisti su Marte è il titolo del cofanetto edito dalla BUR nel 2007 e contenente, nello stesso formato delle opere precedenti di Guzzanti, un DVD (il film Fascisti su Marte uscito al cinema l'anno precedente) e un libro di 48 pagine con numerose foto del set di registrazione e le bozze originali realizzate dall'addetto alla cura degli effetti speciali. Per quanto riguarda il DVD, non contiene soltanto il film, ma anche diversi extra tra cui i dietro le quinte, le "papere" degli interpreti e un video nel quale l'azienda incaricata di effettuare le modifiche a livello digitale illustra allo spettatore le tecniche grafiche utilizzate per costruire con il computer il paesaggio spaziale al di sopra dei protagonisti e l'astronave da loro utilizzata per compiere il viaggio extraterrestre.

### Millenovecentonovantadieci
Millenovecentonovantadieci è il titolo del quarto ed ultimo cofanetto prodotto e distribuito dalla BUR senzafiltro. Pubblicato nel luglio 2008, contiene la registrazione dell'omonimo spettacolo teatrale tenutosi nel 1997 presso il Teatro del Giglio di Lucca, citato in più occasioni da Marco Marzocca e Guzzanti, gli unici interpreti dello show, che dura tra tutto 150 minuti e nel quale Guzzanti porta in scena i suoi personaggi più noti al pubblico, compresa la "triade" dei giornalisti showmen Gianfranco Funari, Emilio Fede e Paolo Liguori.
Come consuetudine, all'interno della custodia si trova, oltre al DVD, un libro di 76 pagine, dedicato alla memoria dell'autore televisivo Roberto Danè, preceduto da un'introduzione firmata dallo stesso Guzzanti, che ringrazia Serena Dandini per la collaborazione per i testi dello spettacolo e confessa che quest'ultimo è nato «più per necessità che ispirazione», dovendo «fronteggiare affitto e bollette». Il resto del libretto contiene il copione dello spettacolo teatrale, nel quale si riscontrano diverse incorrispondenze tra testo e DVD, date per scontate da Guzzanti che nel prologo del libro scrive:
L'incongruenza più evidente riguarda l'ultima parte del copione, che narra il dialogo tra il poliziotto e Quelo, parte mancante invece nel DVD, la cui ultima scenetta ha come protagonista Lorenzo che, rimasto l'unico sopravvissuto del genere umano dopo che si era scatenato sul pianeta il diluvio universale, tenta col suo stile inconfondibile di superare con un voto positivo l'interrogazione di Dio per avere in premio una donna con la quale ripopolare il mondo.

### Recital

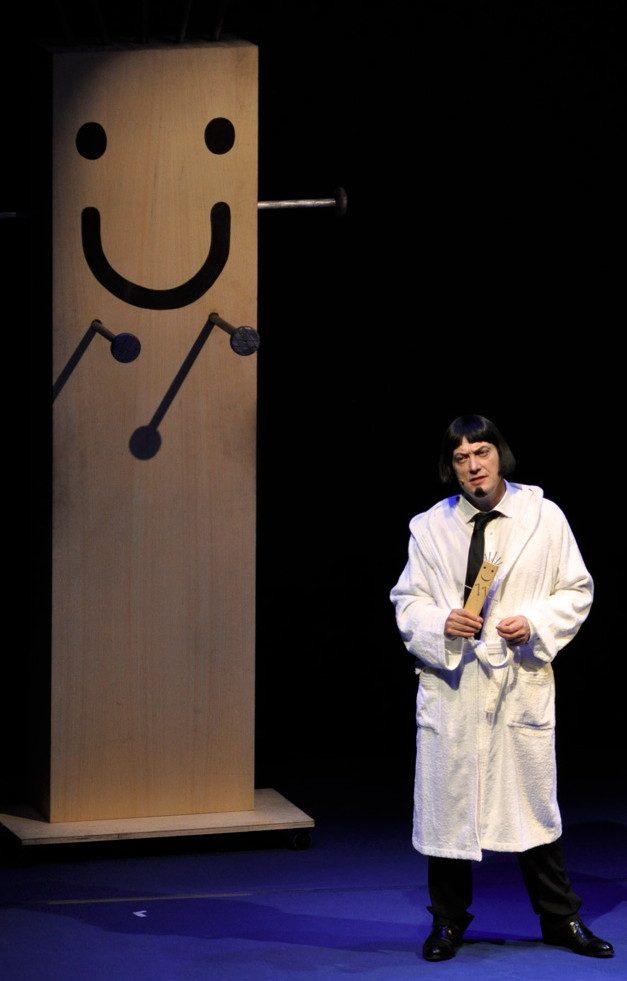
Corrado Guzzanti nei panni di Quelo durante lo spettacolo Recital.

Recital è un cofanetto distribuito da LaFeltrinelli nel 2010 comprendente 2 DVD e un libro. I 2 DVD contengono, per una durata complessiva di 171 minuti, il primo (74 minuti) e il secondo tempo (97 minuti) della registrazione dell'omonimo spettacolo teatrale con Marco Marzocca e Caterina Guzzanti, avvenuta l'11 e il 12 febbraio 2010 al Teatro Smeraldo di Milano per la regia di Maurizio Cartolano. Nello spettacolo, portato in tournée in tutta Italia, Guzzanti ha interpretato i suoi personaggi più noti come Gianfranco Funari, Quelo, Fausto Bertinotti e Don Florestano Pizzarro, ma c'è spazio anche per i personaggi delle due spalle: Ermes Cassiodoro di Marco Marzocca e Miss Italia e la parodia di Mariastella Gelmini di Caterina Guzzanti. Il libro di 112 pagine contiene il copione integrale dello spettacolo e altri scritti.
Nel 2010 e nel 2011 il cofanetto è stato distribuito anche in allegato a la Repubblica e L'Espresso.

### Aniene. Troppi tuono è come nessun tuoni
Aniene. Troppi tuono è come nessun tuoni è un cofanetto distribuito da laFeltrinelli nel 2011 composto da un DVD e da un libro. Il DVD, di 57 minuti, contiene la prima edizione del programma Aniene, andata in onda su Sky Uno, in cui Guzzanti è tornato a fare satira in TV con una nuova galleria di personaggi e la partecipazione di Marco Marzocca, Max Paiella e Paola Minaccioni. Il libro contiene il copione integrale del programma e una selezione della rassegna stampa. Il nome del cofanetto cita una frase che il dio Disse rivolge al figlio Aniene per spiegargli di usare il potere del tuono con cautela e saggezza.
Nello stesso anno il cofanetto è stato distribuito anche in allegato a la Repubblica e L'Espresso.

### Parola di Corrado
Parola di Corrado è una raccolta delle principali opere e delle migliori battute di Corrado Guzzanti, distribuita da Fanucci nel 2012. Il libro, di 448 pagine, contiene le migliori battute dei personaggi di Guzzanti (Quelo, Vulvia, Don Florestano Pizzarro, Brunello Robertetti, Francesco Rutelli e il dottor Armà), il copione integrale di Aniene 2 - Molto rigore per nulla, tutte le battute lette a Vieni via con me e i testi dei precedenti libri Aniene. Troppi tuono è come nessun tuoni, Recital, Il libro de Kipli, La seconda che hai detto! Il libro di Quélo e di altra gente in grossa grisi, Imbuti e Lorenzo e la maturità. Come secernere agli esami.

## Stile

### Satira e comicità
La complessità della definizione della satira è un fattore costante e antico quanto la satira stessa. Si potrebbe spiegare come «espressione di giudizi critici su qualunque aspetto della società attraverso il linguaggio dell'umorismo, in tutte o in una qualunque delle sue declinazioni, grafica, letteraria, musicale o attoriale».

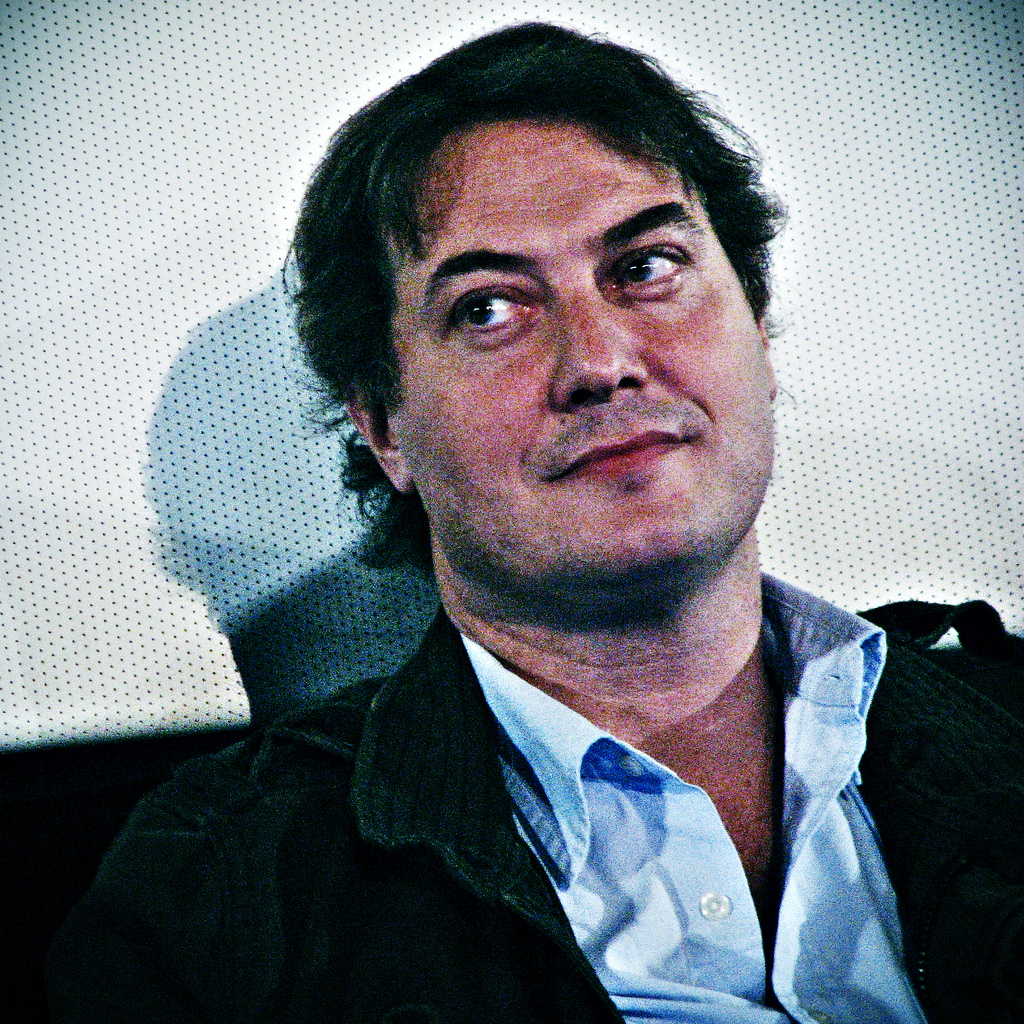
Corrado Guzzanti fotografato a Terni il 17 ottobre 2008.

Secondo Corrado Guzzanti il tentativo di normare questa espressione creativa può rivelarsi un'arma a doppio taglio, divenendo, da impulso scaturito da una sana «curiosità filosofica», una ricerca per stabilire cosa la satira non è, di porre paletti da utilizzare a scopo censorio, con un meccanismo di provata efficacia quale l'affermare che in talune circostanze la satira è uscita dalla "norma" e per questo è mal fatta, quindi censurabile. Così come il lavoro mal realizzato di un artigiano viene contestato sulla base di un progetto precedente, un'espressione di comicità satirica può essere censurata o bandita sulla base di canoni già configurati: è con questo paragone che Guzzanti esprime la sua diffidenza nei confronti di qualsiasi definizione della satira.
Essa è inevitabilmente di parte; infatti, recitando un brano di satira, ogni attore esprime sul fatto di cui parla un chiaro punto di vista, che dipende dalle sue idee e dal suo carattere. Per questo motivo è inutile chiedere ad un autore satirico di colpire indifferentemente a destra e a sinistra, poiché in questo campo non avrebbe senso «intavolare trattative per concordare una prestazione graduale di se stessi». La questione dell'imparzialità, quindi, non sussiste nell'ambito della satira, che non può essere slegata dalla critica sociale, la principale componente, ma non l'unica, che la differenzia dalla comicità. Quest'ultima, infatti, è nettamente distaccata dalla satira per diversi motivi.
Innanzitutto, la comicità è fine a se stessa e punta a far scaturire la risata nello spettatore senza ulteriori obiettivi; dunque, non ha conseguenze di nota e ogni battuta viene subito «assimilata» dall'ascoltatore, non proponendo alcuno spunto di riflessione. Il comico «alla Zelig» è per Guzzanti un semplice intrattenitore che non sfrutta appieno le sue potenzialità e si limita all'utilizzo dei meccanismi consolidati della comicità, come la semplicistica caricaturizzazione dei difetti (molto spesso, banalmente, quelli fisici) più facilmente riconoscibili del potente o famoso di turno, oppure delle più insolite ma riconosciute abitudini che la società ha fatto proprie; fin quando un attore basa la sua esibizione su queste strutture generiche e superficiali, questo riscontrerà nel gruppo sociale o nell'individuo che viene satirizzato una forma di approvazione. Infatti, l'oggetto di questo tipo di comicità sa di non ricevere critiche che possano intaccare la sua reputazione e ne gode perché ciò riesce ad «umanizzarlo ed assolverlo».
Per sintetizzare il concetto, nel 2007 Guzzanti ha detto: «Se l'unica cosa che ho da dire di Berlusconi è che è basso non faccio bene il mio mestiere...».
Scopo della satira è, al contrario, «esprimere ed articolare una critica» per stimolare le coscienze del pubblico e portarlo ad una maggiore consapevolezza attraverso diversificati punti di vista riguardo ad un fatto o ad una decisione, che comporti conseguenze nella società alla quale appartiene. Fare satira è un «valore necessario» che deve proporre spunti di riflessione ad ogni persona, di qualunque corrente di pensiero o colore politico. Al contrario di quanto pensano la sorella Sabina e Beppe Grillo, per Corrado Guzzanti l'attività satirica non si deve prefiggere obiettivi di tipo politico, anche perché «con la satira non si spostano voti», ed essa deve stare molto attenta al modo con cui si trasmette un messaggio, in quanto è reale il rischio di scivolare nell'ambiguità ed essere criticati per una parolaccia o per un giudizio troppo pesante.
Guzzanti riconosce una grande importanza alla satira perché ha il potere di permettere di veicolare le proprie opinioni e osservazioni critiche sulla società e sulla politica attraverso la comicità, il che ha il vantaggio di abbassare le difese degli ascoltatori e instaurare un canale di comunicazione che dà vita ad un confronto e non ad un rifiuto, anche nel caso in cui l'ascoltatore non si riconosca nelle opinioni espresse dal satirico: «è un tipo di linguaggio che riesce a superare certe forme di rifiuto che la gente ha e va sfruttato per far arrivare opinioni diverse in un paese dove tutto può essere falsificato, dove tutto è controvertibile».
Così come la posizione di Guzzanti sulla necessità di codificare in qualche modo la satira è fortemente scettica, allo stesso modo dubita di chi difende la satira sempre e comunque, di chi non la considera sufficientemente pungente se non ferisce od offende, ritenendo falsa questa equazione. Offendendo e denigrando non è detto che si faccia buona satira. L'autore satirico deve articolare la critica desiderata pensando con grande attenzione alle conseguenze che possono scaturire, andando ad inficiare e distorcere il risultato del lavoro. Il fine ricercato da Guzzanti è proprio quello di non cercare affannosamente un effetto, una conseguenza pratica, ma quello di esprimere una critica e stimolare la consapevolezza.

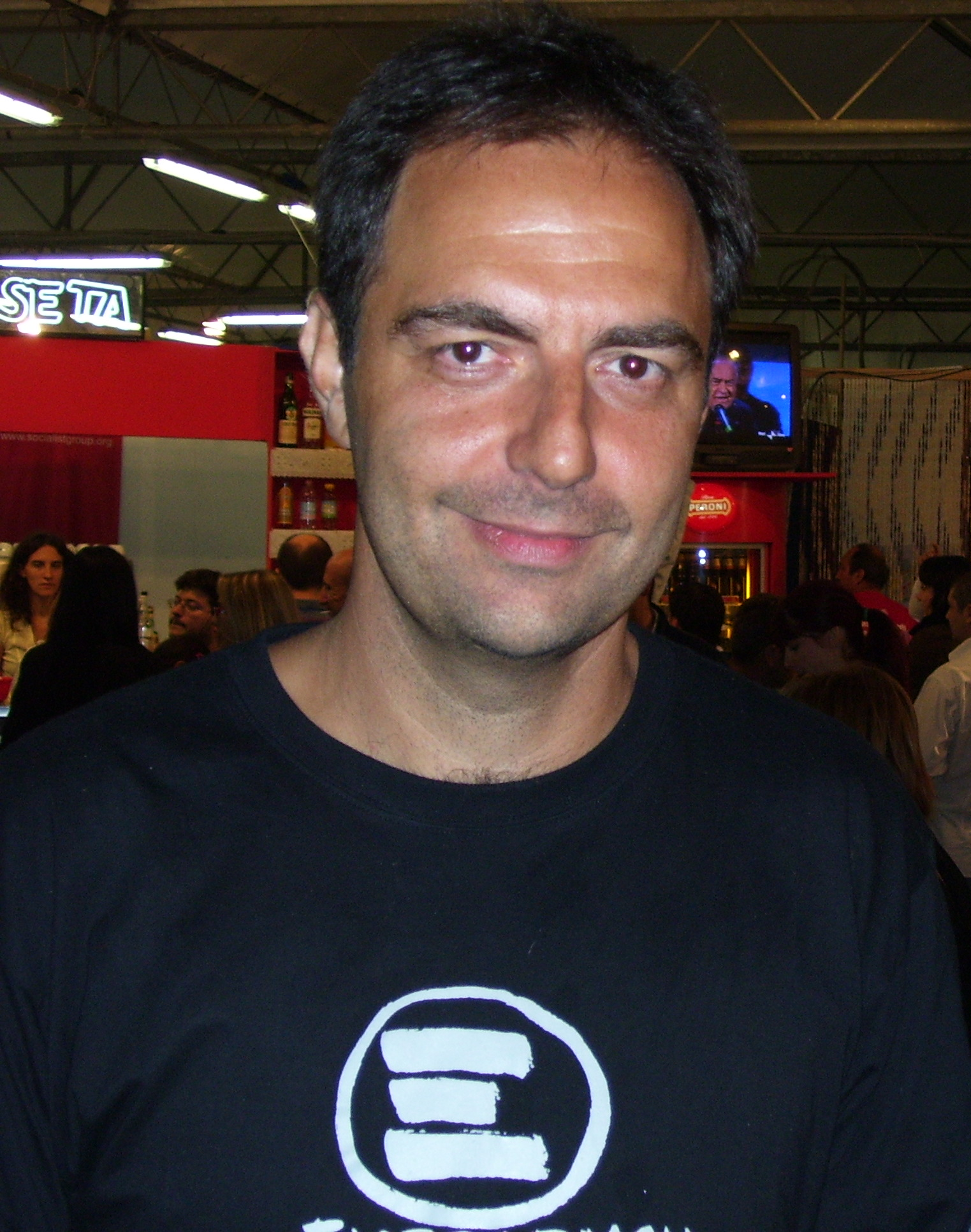
Neri Marcorè ha lavorato con Guzzanti dal 1997 al 2001 ed è uno dei suoi colleghi preferiti.

Per Guzzanti l'autore satirico raggiunge il suo obiettivo quando riesce a sintetizzare con un gesto o una battuta un elemento caratterizzante che tutti percepiscono ma non riescono a mettere a fuoco. Questo aspetto tecnico della satira è efficace in quanto porta il pubblico ad interrogarsi sulle reali ragioni che lo hanno indotto a sorridere; in questo modo si innesca un meccanismo interpretativo di codifica del messaggio che gli è stato comunicato. Questo processo porta alla realizzazione di ciò che è stato detto in precedenza: ogni spettatore, indotto dalla curiosità del conoscere se la sua stessa interpretazione della battuta è stata condivisa dagli altri spettatori, e se hanno dato ad essa lo stesso significato, ne discute con gli altri e facendo questo attiva una riflessione, realizzando in toto l'obiettivo dell'autore satirico di stimolare le coscienze di chi lo ascolta.
Corrado Guzzanti non condivide l'umorismo di tipo cabarettistico di trasmissioni come Zelig e Colorado, in cui prevale il modello di «comico da consumo», tanto meno apprezza quello di Adriano Celentano da lui denominato celentanismo, che ritiene abbia come protagonisti «showmen con eccessi narcisistici». Per promuovere la creatività bisogna abbandonare la figura del comico che ci fa fare quattro risate, parlando di temi popolari e neutri, come il calcio, il sesso ed il traffico ed invece sostenere artisti come Maurizio Crozza, Neri Marcorè, Gene Gnocchi, Daniele Luttazzi, Paola Cortellesi e la sorella Caterina, che suscitano l'ammirazione del comico romano ed incarnano alla perfezione il modello di satira che lo ispira maggiormente. Guzzanti ha avuto parole di stima anche nei confronti del trio Aldo, Giovanni e Giacomo, dalla comicità «moderna e unica». In campo internazionale ha affermato di apprezzare molto Ricky Gervais e Sarah Silverman.

### Preparazione per gli spettacoli e stile delle parodie
Corrado Guzzanti prepara ogni sua interpretazione con grande cura dei dettagli; ogniqualvolta Guzzanti lavora alla costruzione di un nuovo personaggio (seguendo un metodo caro a molti colleghi imitatori), per approfondirne le dinamiche mentali - con l'intento di una vera e propria ricerca psicologica - ne studia attentamente le registrazioni, così da svilupparne al meglio la personalità. Questa fase viene ancora prima dell'analisi dei gesti e delle espressioni più ricorrenti della personalità da parodiare, poiché lo scopo di Guzzanti non è assomigliarle il più possibile, ma adoperare alcune componenti del personaggio per sintetizzare un clone, che in seguito l'attore modella come una creatura propria. Usando le parole dello stesso Guzzanti, il personaggio viene «spulciato e masticato», e l'insieme di tutte queste azioni costituisce un rituale necessario per impossessarsi del modo di essere della "vittima", la quale, nella seconda e ultima fase, viene fornita di uno o più elementi di novità che l'arricchiscono artisticamente rendendola, agli occhi dello spettatore, originale e differente e allo stesso tempo riconoscibile.

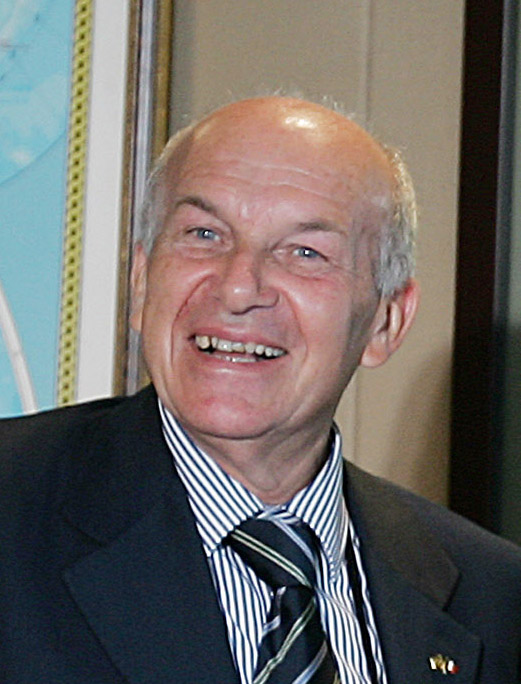
Fausto Bertinotti ha avuto parole di elogio per Guzzanti dopo avere assistito alla propria imitazione.

Per il successo della battuta, secondo Guzzanti, è fondamentale il rigore seguito in fase di scrittura, poiché sostiene che «la battuta è fortemente logica. Se il pubblico non ride vuol dire che non gli hai dato gli elementi nell'ordine giusto. In questo senso la satira è quasi sempre una truffa: il meccanismo, quando funziona bene, fa sembrare il risultato molto più "alto" di quello che in effetti è. E tutti ti attribuiscono un pensiero superiore alle tue ambizioni. Ma è l'architettura della satira quello che la fa funzionare, non il "messaggio". Per questo il satirico non deve mai fare l'errore fatale, che è quello di santonizzarsi».
Nel momento di redigere il copione di uno sketch, Corrado Guzzanti scrive un testo unitario e racchiuso tra un inizio e una fine ben chiari. Molte battute e gag vengono pensate per essere inserite in un momento ben preciso della rappresentazione, definendone così i tempi comici; in questo modo si crea una struttura in cui viene lasciato dello spazio all'improvvisazione, che secondo il comico è importantissima in quanto arricchisce il pezzo con ulteriori spunti e ne scongiura la parvenza di meccanicità che lo farebbe scivolare nello scontato e nel noioso.
In seguito, a seconda del ruolo, cambia il grado di memorizzazione del testo; quando la macchietta deve sostenere un dialogo con un interlocutore (per esempio, tutte le volte che nei panni di un personaggio, Guzzanti viene intervistato da Serena Dandini) è fondamentale ripetere con estrema precisione la frase come era stata inserita nel discorso (anche se questo porta una forte riduzione della possibilità di digressioni estemporanee) per non rischiare asincronie e nonsensi che porterebbero la battuta immediatamente successiva all'incomprensione e al fallimento.
Il comico è molto duttile nella scelta dei personaggi, per la maggior parte legati all'attualità e tratti tutti dal mondo della cultura, della politica, della televisione o del costume. Tuttavia, per molti anni ha preferito il terreno della satira politica (Walter Veltroni, Romano Prodi, Fausto Bertinotti), che preferisce alleggerire usando toni pacati e sempre rispettosi del personaggio imitato, senza scadere in insulti e inutili offese e anzi, attirandosi qualche volta la "simpatia" dell'interessato, come avvenuto per gli ultimi due. Naturalmente, i riferimenti agli avvenimenti politici del periodo sono numerosi e servono ad inquadrare i contorni cronologici della macchietta, che analizza gli eventi descrivendo quadretti in cui compaiono i protagonisti del momento.
Le volgarità fanno raramente parte dei manoscritti di Guzzanti, che evita quasi sempre la battuta con la "parolaccia" improvvisa, usualmente molto efficace a suscitare la risata dell'ascoltatore. La tecnica più usata da Guzzanti è quella del paradosso, che consiste nel ribaltare il concetto espresso dando una conclusione opposta a quella che ci si aspetta, andando quindi contro l'uso comune del concetto stesso. Per quanto riguarda l'aspetto conferito al personaggio, Guzzanti vi ripone grande attenzione e, se l'originale si distingue per qualche stranezza nei movimenti e nei gesti, il comico cerca di esagerare queste caratteristiche, secondo i classici canoni della caricatura. Il trucco, per il quale si serve di appositi collaboratori, è molto curato e ad esso abbina una gestualità altrettanto appropriata. Fortemente esplicativo è l'esempio dell'imitazione di Gianfranco Funari, nella quale il movimento delle mani e delle dita è continuo e fedele all'originale.
L'approccio di Guzzanti al proprio lavoro è molto scanzonato; benché fare umorismo sia arte, l'attore concepisce la comicità come la capacità di divertire gli altri e se stessi: egli è un «clown dei nostri tempi, capace di strappare sempre e comunque una risata». Una capacità che però non deve essere sfruttata con un eccessivo presenzialismo. L'attore, infatti, rifiuta di apparire continuamente sul piccolo schermo, volendo così evitare il rischio di sovraesporsi causando noia al pubblico. L'attore definisce questo comportamento come «teoria dell'assenza», secondo la quale, restando per lungo tempo lontani dai palcoscenici dei teatri e della televisione, l'affetto e le aspettative dei fan crescono sempre di più e paradossalmente la celebrità ne esce rafforzata.

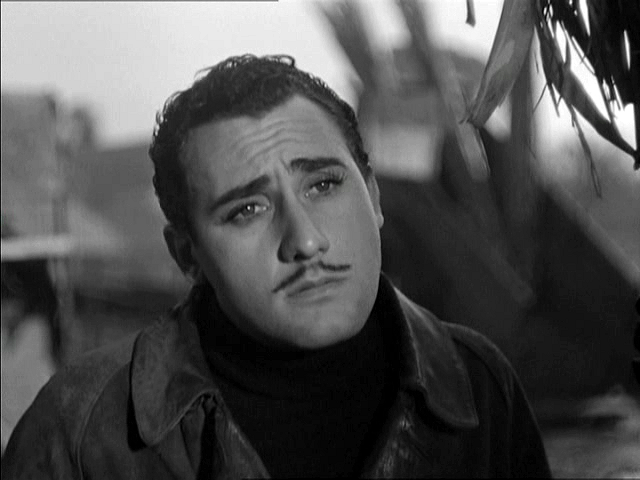
Alberto Sordi, attore concittadino di Guzzanti, del quale ha ripreso la voce e i modi per imitare il politico Francesco Rutelli.

## Pensiero

### Interessi in materia di musica, fumetti, libri e cinema
Corrado Guzzanti, pur non avendo mai studiato musica, sa improvvisare al pianoforte e alla tastiera, come dimostrato nelle gag in cui ha imitato Antonello Venditti. Fin dall'infanzia ha avuto la passione della musica classica e uno dei suoi compositori preferiti è Gustav Mahler, mentre la musica leggera l'ha conosciuta relativamente tardi.
A otto anni era autore di una striscia a fumetti che aveva come protagonista un dinosauro buono chiamato "Buonannosauro", dal momento che le creature preistoriche avevano attirato immediatamente la sua attenzione. I fumetti preferiti della sua adolescenza erano quelli pubblicati su Métal Hurlant. A sedici anni coltivava il sogno di diventare da adulto disegnatore professionista di fumetti di fantascienza, ma dopo che la rivista a cui aveva mandato alcuni disegni per esaminarli non gli rispose mai, abbandonò il disegno per riprenderlo poi ai tempi di Avanzi quando, a lato di ogni copione, lasciava uno spazio per il fumettume.
Guzzanti si definisce un lettore compulsivo. Ha dichiarato di aver letto tutto Bukowski a 15 anni, poi Kundera, Márquez fino a L'amore ai tempi del colera e Lansdale. Tra gli scrittori italiani apprezza Sandro Veronesi, Niccolò Ammaniti e Francesco Piccolo. Ama inoltre la saggistica.
Per quanto riguarda il cinema, Guzzanti apprezza il genere della commedia all'italiana e stima attori come Alberto Sordi, Nino Manfredi e Marcello Mastroianni e, in campo internazionale, Michael Caine e Peter Sellers. Ha dichiarato in un'intervista di avere visto cento volte il film Riusciranno i nostri eroi... e lo rifarebbe fino alla morte.

### La sfida personale alla TV spazzatura
La posizione di Corrado Guzzanti rispetto alla qualità della televisione italiana attuale, sia pubblica che privata, risulta essere critica. Analizzando realisticamente e con un velo di rimpianto l'impossibilità di tornare ad essere una tv educativa, definisce come «diabolico» il riuscire a renderla «addirittura diseducativa». La propria analisi si sofferma anche sulla sua percezione del pubblico, sentito come anestetizzato dalla carenza di stimoli, normalmente veicolati da offerte differenziate del prodotto televisivo, ma comunque bramoso di risvegliarsi con produzioni non uniformate, omogeneizzate.
Secondo l'attore, le responsabilità vanno ripartite in parti uguali tra Rai e Mediaset, che «impostano un modello di tv al ribasso» in una concorrenza che non lascia spazio a digressioni creative, trasmettendo invece programmi «degradanti» per l'educazione dei ragazzi; a tal proposito, Guzzanti afferma che, se avesse un figlio, preferirebbe che guardasse cassette porno o che fosse un «teppistello» piuttosto che guardare in tv i reality show, ritenuti pericolosi perché «esercitano un'azione depressiva». In particolare, relativamente al Grande Fratello, Guzzanti afferma che "quando riprendono le persone in bagno non fanno altro che insultare gli spettatori", trattati da questo tipo di televisione come una "massa indifferenziata, di deficienti, di bestie". Considerando la propria posizione consapevolmente pessimista, l'attore romano ritiene che, generalmente, il pubblico televisivo sia sprofondato in questi anni in un «amarissimo e malinconico» letargo e dia pochissimi segni di risveglio, anche se, come già detto, ne percepisce una latente voglia di riscatto. Sempre nell'analisi della situazione, Guzzanti arriva a considerare l'ignoranza come caratteristica onnipresente nei programmi televisivi e che «da handicap è stata promossa a modello di vita».
Una soluzione per combattere la piatta uniformità della televisione, condizionata dalle pressioni politiche e interessata unicamente all'audience e ai profitti ricavati dalla pubblicità, risulta essere, per Guzzanti, il tentare di «bypassare» la tv con l'utilizzo dei vecchi ma sempre solidi mezzi di comunicazione, come spettacoli teatrali e libri, con lo scopo di raggiungere il pubblico che non riesce ad accontentarsi delle produzioni televisive attuali. Con queste finalità, in collaborazione con il gruppo editoriale della BUR, Guzzanti ha contribuito a creare una collana editoriale, la senzafiltro, che pubblica su supporto cartaceo o digitale le opere di attori professionisti (e spesso di idee riformiste) che, oscurati, epurati o semplicemente ignorati dai consueti canali televisivi, vogliono rivolgersi ad un pubblico più ampio, numericamente e ideologicamente, di quello che si incontra a teatro. Lo scopo di questo progetto è costruire un punto di riferimento per questa parte di pubblico e allestire così un «anticontenitore» che dia la possibilità a personalità dello spettacolo di esibirsi liberamente, senza timore di incorrere nella censura.
Nel 1996, Corrado Guzzanti attaccò pubblicamente le trasmissioni televisive della domenica pomeriggio (non citò testualmente Domenica In e Buona Domenica, benché si riferisse chiaramente ad esse), accusandole di generalizzazione; contemporaneamente, invitò le produzioni ad insistere su trasmissioni di satira per contrastare il monopolio dei programmi citati in precedenza, facendo i complimenti a Fabio Fazio per il suo Quelli che il calcio. La contestazione di Guzzanti si riferiva soprattutto all'idea degli autori di far interagire telefonicamente i conduttori in studio con il pubblico a casa, con elargizioni di premi in denaro per il semplice fatto di assistere alla trasmissione; relativamente a questo fatto, l'attore parlò apertamente di corruzione, e rivendicò a sé e al gruppo di Avanzi il merito di avere saputo coinvolgere i telespettatori senza cadere in comportamenti immorali e diseducativi.
Nel 2006 Guzzanti è stato uno dei firmatari e sostenitori della proposta di legge di iniziativa popolare Per un'altra TV, nata per svincolare la televisione dai partiti, che proponeva di aggiungere alla direzione e al controllo del servizio pubblico rappresentanti della cultura, con l'obiettivo di garantire il rispetto del pluralismo in ambito politico, culturale, religioso, sessuale e familiare.
Sempre nel 2006 dichiarò di guardare quasi esclusivamente la televisione satellitare e in particolare i documentari di Discovery Channel, che elogiò per la loro forza narrativa; nel 2012 ha dichiarato di seguire anche i talk show, principalmente per rimanere aggiornato.
Sempre nel 2012 ha criticato la tendenza a realizzare, come unica forma di spettacolo comico in televisione, programmi televisivi che, seppur ben fatti, sono eccessivamente lunghi e con minore cura dei contenuti, caratterizzati dall'alternarsi di sketch di un grande intrattenitore e di ospitate di cantanti o attori in promozione, riferendosi in particolare a Fiorello e al suo recente programma Il più grande spettacolo dopo il weekend e anche a Zelig.

### Le critiche alla censura e a chi si avvale di essa
Come già accennato, la censura è una pratica di cui, da sempre, si fa largo uso per limitare la libertà di espressione e per eliminare qualsiasi forma di opposizione al pensiero dei potenti, che si trasforma in verità assoluta dopo avere zittito tutte le opinioni discordanti.

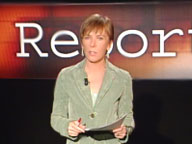
Milena Gabanelli, secondo Guzzanti, è rimasta l'unica a realizzare inchieste giornalistiche.

Chi ha il potere di censurare, spesso, si comporta come qualcuno che si arroga il diritto di «contestare un lavoro mal fatto», ma non sa che la satira sfugge ad ogni contratto e i suoi connotati sono variabili, e non hanno limiti specifici. Guzzanti, in quanto accanito difensore della libertà di parola, disprezza profondamente la censura e l'apostrofa con l'espressione «È come avere i ladri in casa».
La censura non è un'esclusiva della televisione, ma viene applicata un po' da tutti i media, come per esempio i giornali. Infatti, Corrado Guzzanti non risparmia critiche neppure al settore dell'informazione giornalistica, prigioniera delle segreterie dei partiti e condizionata eccessivamente da motivazioni economiche. Nel 2006 ha affermato che le inchieste giornalistiche sono praticamente sparite e che a resistere è rimasta soltanto Milena Gabanelli con il suo programma di indagine Report.
Al contrario, l'attore valuta positivamente Internet e i blog, come quello di Beppe Grillo, visti come una nuova forma di comunicazione difficilmente censurabile e come «un vulcano pronto ad esplodere».

### Idee politiche e convinzioni religiose

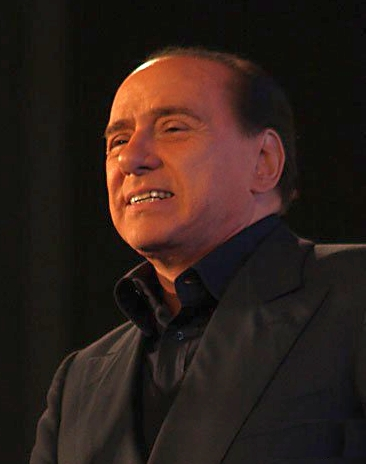
Corrado Guzzanti non ha mai nascosto la sua antipatia nei confronti di Silvio Berlusconi, criticandolo direttamente o indirettamente, mediante le imitazioni di suoi collaboratori (Giulio Tremonti) o "fedelissimi" (Emilio Fede).

Rapportando le convinzioni politiche di Guzzanti alla realtà italiana degli ultimi anni, possiamo affermare che si è sempre collocato politicamente all'interno degli schieramenti di centro-sinistra; alle elezioni amministrative del 1993 votò Francesco Rutelli per la carica di sindaco di Roma; alle elezioni politiche del 1996 diede sostegno alla coalizione di Romano Prodi votando per il PDS; nel 2007 ha appoggiato la candidatura di Nicola Zingaretti alle elezioni provinciali e l'anno dopo ha sostenuto Walter Veltroni per la sua intenzione di smuovere la sinistra dall'immobilismo e di «inventare qualcosa di nuovo». Dopo la vittoria del centro-destra di Berlusconi, però, Guzzanti ha criticato Veltroni per «eccessiva ambiguità» verso il secondo governo Prodi, comportando la perdita di quella parte dell'elettorato che aveva sempre votato a sinistra.
Corrado Guzzanti ha partecipato per qualche anno al movimento dei girotondi, chiaramente di stampo antiberlusconiano, limitandosi poi ad appoggiarlo da fuori conformemente all'idea che gli autori satirici non dovrebbero fare politica, ma solo criticare i suoi errori. Il comico è sempre stato avverso a Berlusconi, che a suo parere ha provocato in Italia una perdita di valori che ha coinvolto la società nella sua interezza, dalla politica al settore dell'informazione, dalla morale alla cultura.
Nel 2002 ha affermato (con riferimento alle affermazioni di Berlusconi contro Santoro, Biagi e Luttazzi):
E ancora:
Il 23 novembre 2003, durante la serata di solidarietà verso Sabina Guzzanti per la censura del suo programma televisivo Raiot, tenutasi presso l'Auditorium di Roma, salì sul palco vestito da Barbagli e criticò aspramente alcuni dei provvedimenti attuati dal governo Berlusconi II, tra cui la legge Cirami e il lodo Schifani.
Il 14 dicembre dello stesso anno, questa volta molto serio, partecipò alla manifestazione "Ora basta!", tenutasi presso il Palalido di Milano, sempre a sostegno della sorella Sabina, contro la censura e la Legge Gasparri, dove criticò ancora Berlusconi per l'uso del mezzo televisivo come strumento di propaganda anziché di informazione.
Qualche tempo prima, in una puntata de Il caso Scafroglia, aveva scagliato una pesantissima invettiva contro Berlusconi e la popolazione italiana, rea di non «prenderlo sul serio» e di non rendersi conto di quanto il Presidente del Consiglio stesse operando per «fare a pezzi la democrazia», ricordando le leggi sul legittimo sospetto, l'immunità parlamentare, la cosiddetta "salva-Previti" e altri provvedimenti che secondo lui avrebbero fatto diventare Berlusconi un dittatore.
In occasione della manifestazione di Piazza Navona dell'8 luglio 2008, organizzata dall'Italia dei Valori, ha appoggiato Beppe Grillo e le sue battaglie, pur avendo dei dubbi sul fatto che le sue iniziative di coinvolgimento popolare servissero a qualcosa, non avendo cassa di risonanza per il comportamento oscurantista dei mass media.
A luglio del 2010 ha realizzato un video per la Repubblica contro la legge bavaglio voluta da Silvio Berlusconi (a cui si riferiva nello sketch con il nome in codice di "Cesare", come veniva chiamato nelle intercettazioni), vestendo i panni del Massone:
Nel 2022 ha affermato di sentirsi ancora di sinistra ma di non rispecchiarsi nella sinistra del tempo.
Corrado Guzzanti si dichiara ateo: "Io nasco ateo. Dentro. Non ho mai concepito niente di metafisico. Poi ha contribuito l'ambiente familiare, totalmente laico. Sono stato battezzato e basta. Niente catechismo, niente comunione né cresima". Nel 2008 ha affermato: "Io non sono solo ateo, sono un nichilista assoluto, e di conseguenza mi piace cercare di capire chi vive davvero la religiosità. La fede è un dono che io non ho, perché io non solo non credo che ci sia un aldilà ma non credo neanche nell'aldiquà".

## Aforismi e invenzioni linguistiche
Corrado Guzzanti ha scritto e inserito nelle sue prime opere diverse "massime", impartite in maniera ironica e riguardanti in particolare la politica. Per esempio:
(Da Il libro de Kipli, 1992)
 che riprendeva un celebre aforisma di Brecht (“Il Comitato centrale ha deciso: poiché il popolo non è d’accordo, bisogna nominare un nuovo popolo”).
(Da Il libro de Kipli, 1992)

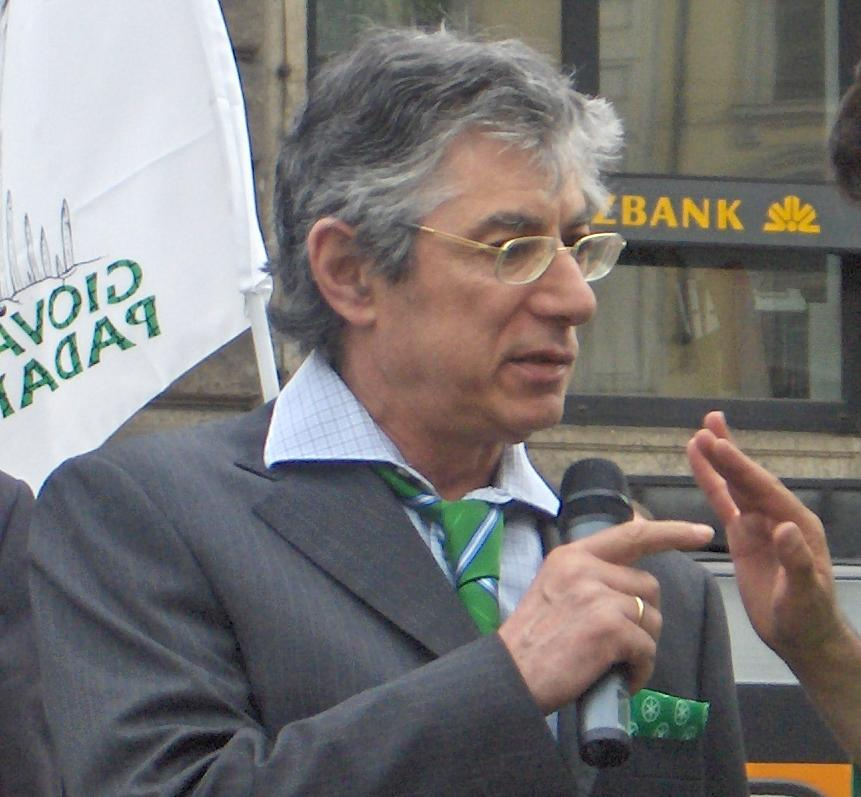
Umberto Bossi, a differenza di alcuni colleghi come Bertinotti e Prodi, non apprezzò l'imitazione che di lui fece Guzzanti.

Altre frasi ad effetto sono state pronunciate nel corso degli sketch televisivi nei quali Guzzanti compariva imitando un determinato personaggio. Alcune di queste battute hanno dato luogo a forti polemiche, tra le quali:
(Guzzanti-Bossi, gennaio 2001)
Bossi dimostrò di non apprezzare il proprio clone, dando vita ad una controversia destinata a durare qualche settimana. Precedentemente Guzzanti, per evitare qualsiasi polemica, aveva tagliato alcune battute che erano previste dal copione, ad esempio quella in cui il finto leghista definiva Carlo Azeglio Ciampi un «comunista pedofilo».
Per quanto riguarda le invenzioni linguistiche, Corrado Guzzanti ha introdotto nel lessico comune alcuni neologismi funzionali per le sue gag, specialmente quelle di Rokko Smithersons, che storpiava titoli di film, nomi di celebrità o parole appartenenti a linguaggi settoriali. Alcune di queste nuove parole sono, per esempio: antiproibizionale, cartone animale, psicoanale, sospensionismo e sopravvolare. Un altro termine, perplimere, come indicato dall'Accademia della Crusca, va a riparare un'espressione mancante ereditata dal latino, quella cioè di «rendere perplessi»; Guzzanti, con questo suo vocabolo, ha colmato un vuoto lessicale e anche per tale ragione questo termine ha poi incontrato una grande diffusione. Ulteriori riusciti tormentoni sono basati su invenzioni morfologiche per termini esistenti, come il «Sapevatelo!» di Vulvia, verbo coniugato a un inesistente "imperativo imperfetto".

## Controversie
Dagli esordi di Avanzi ad oggi, il lavoro di Corrado Guzzanti non è stato esente da critiche, da parte di politici, colleghi del mondo dello spettacolo e parte del pubblico televisivo.

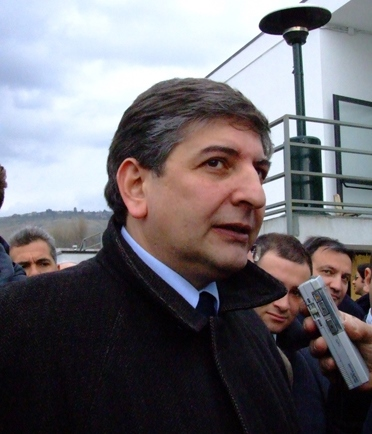
Mario Landolfi, allora Presidente della Commissione di vigilanza della Rai, pronunciò parole durissime contro Guzzanti e la banda de L'ottavo nano, rei di avere insultato Padre Pio e la religione cattolica.

Benché nel marzo 2001 Silvio Berlusconi avesse definito «fantastica» la comicità dei fratelli Guzzanti, successivamente incluse la satira di Corrado nel novero degli artisti della Rai, come Serena Dandini, Sabina Guzzanti, Gene Gnocchi, Enrico Bertolino e Dario Vergassola, che con il loro lavoro attaccavano quotidianamente la figura del Presidente del Consiglio.
Nel gennaio 2001 scoppiò una rovente polemica tra Guzzanti e la Lega Nord per la presunta durezza dei toni assunti dal comico nell'imitare Umberto Bossi nella trasmissione L'ottavo nano. Successivamente la stessa polemica è scoppiata per la stessa imitazione fatta da Maurizio Crozza.
Qualche settimana dopo lo stesso Guzzanti, insieme a Neri Marcorè, Giobbe Covatta e Francesco Paolantoni, fu subissato di critiche da parte di una vasta fetta del mondo cattolico per avere offeso e dileggiato la figura di Padre Pio, del quale i quattro attori vestirono i panni durante l'intera terza puntata del programma satirico citato in precedenza. Corrado Guzzanti, diretto interessato della vicenda insieme alla responsabile e conduttrice del programma Serena Dandini, precisò subito che lo sketch satirico serviva ad attaccare lo sviluppo impressionante della commercializzazione del sacro relativamente alla figura e alla vita del frate. A prendere le difese dei comici furono anche Pier Luigi Celli e Roberto Zaccaria, mentre le critiche più aspre provennero da Mario Landolfi, il quale parlò apertamente di «dileggio religioso» e ricordò il detto popolare «scherza con i fanti ma lascia stare i santi».
A gennaio del 2013 Guzzanti è stato denunciato dall'Aiart (Associazione telespettatori cattolici) per "aver offeso con battute da caserma il sentimento religioso degli italiani, vomitando insulti e falsità per oltre un'ora di spettacolo", a seguito della messa in onda su LA7 dello spettacolo teatrale Recital (risalente a 4 anni prima, già andato in onda più volte su Sky e Cielo e disponibile in DVD), in cui vestiva i panni di Padre Pizzarro. A difesa di Guzzanti, il direttore del giornale online dell'associazione Articolo 21, liberi di... Stefano Corradino lanciò su Change.org una petizione, che raccolse circa 54mila firme in poche settimane. Di fronte alle scuse estorte scherzosamente a Guzzanti dal Moralizzatore de Le Iene Filippo Roma, l'Aiart ritirò la denuncia. A conclusione della vicenda, Corrado Guzzanti scrisse una lettera di ringraziamento, in cui tra l'altro analizzò il rapporto tra la convinzione sentimentale e la verità e criticò le ingerenze della religione dalla politica allo spettacolo, che "mi hanno offeso numerose volte e continuano ad offendere il mio sentimento laico. Per questo ogni tanto Padre Pizzarro parla ed altri oltre a lui e dopo di lui parlano e parleranno".
A marzo del 2001 l'autore televisivo Antonio Ricci, ideatore del programma Striscia la notizia, rispose alle critiche dei fratelli Guzzanti, che lo accusavano di fare satira di destra, dichiarando che la propria satira è di ispirazione «gramsciana e nazionalpopolare», arrivando ad affermare che vengono affrontati più temi cari alla sinistra «in una settimana di programmazione di Striscia piuttosto che nell'intera carriera di ambedue i fratelli», ritenendo la loro comicità obsoleta e ferma agli anni 1980.
In considerazione delle sue idee politiche, la comicità di Corrado Guzzanti viene spesso considerata di parte, in quanto andrebbe a prendere di mira soprattutto le personalità della destra per favorire i rappresentanti della sinistra. In realtà, si possono citare, riguardo alla sinistra, le imitazioni di Antonio Di Pietro, Fausto Bertinotti, Francesco Rutelli, Leoluca Orlando, Romano Prodi, Walter Veltroni e Ugo Intini (sette in tutto); dall'altra parte, Giulio Tremonti, Umberto Bossi e Vittorio Sgarbi (tre in totale). Per quanto riguarda le parodie dei giornalisti, si contano Emilio Fede e Paolo Liguori, di comprovata fede conservatrice, e Giovanni Minoli (sostenitore di Craxi) ed Enrico Mentana, il cui rapporto con Berlusconi, proprietario delle reti televisive Mediaset per le quali ha lavorato per molto tempo fin dall'inizio degli anni 1990, è stato caratterizzato da non pochi screzi.

## Discografia

### Con Rokko e i Suoi Fratelli
Album in studio
- 1992 – Sopravvoliamo

EP
- 1992 – Avanzi

### Con Avanzi Sound Machine
Album in studio
- 1993 – Live

Singoli
- 1993 – Muco/Modella (come Lorenzo)

### Partecipazioni
Album in studio
- 2001 – AA.VV. L'ottavo nano

Singoli
- 1992 – Speaker Dee Mò Questione di stile
- 2001 – Antonello Venditti Grande Raccordo Anulare

## Filmografia

### Attore

#### Cinema
- Prima le donne e i bambini, regia di Martina D'Anna (1992)
- Catene, regia di Antonio Antonelli, episodio del film De Generazione (1994)
- Fascisti su Marte, regia di Corrado Guzzanti e Igor Skofic – mediometraggio (2003)
- Fascisti su Marte, regia di Corrado Guzzanti e Igor Skofic (2006)
- La passione, regia di Carlo Mazzacurati (2010)
- Ogni maledetto Natale, regia di Giacomo Ciarrapico, Mattia Torre, Luca Vendruscolo (2014)
- A Bigger Splash, regia di Luca Guadagnino (2015)
- La prima pietra, regia di Rolando Ravello (2018)
- Stardust, regia di Antonio Andrisani – cortometraggio (2020)
- La Befana vien di notte 2 - Le origini, regia di Paola Randi (2021)
- Gli idoli delle donne, regia di Lillo & Greg (2022)
- La scuola romana delle risate, regia di Marco Spagnoli - documentario (2025)

#### Televisione
- Boris – serie TV (2008, 2022)
- Dov'è Mario? – serie TV (2016)
- I delitti del BarLume – serie TV (2018-in corso)
- La concessione del telefono - C'era una volta Vigata – film TV, regia di Roan Johnson (2020)
- Speravo de morì prima – miniserie TV, episodio 6 (2021)
- Sono Lillo – serie TV, episodi 1x05, 2x02, 2x04, 2x06 (2023-2024)
- Call My Agent - Italia – serie TV, 4 episodi (2023-2024)

### Regista
- Fascisti su Marte – mediometraggio (2003)
- Fascisti su Marte (2006)

### Sceneggiatore
- Fascisti su Marte – mediometraggio (2003)
- Fascisti su Marte (2006)
- Dov'è Mario? – serie TV (2016)

### Doppiatore
- Fascisti su Marte, regia di Corrado Guzzanti e Igor Skofic – mediometraggio (2003)
- I Simpson (The Simpsons) – serie animata, episodio 13x12 (2003)
- Fascisti su Marte, regia di Corrado Guzzanti e Igor Skofic (2006)
- I primitivi (Early Man), regia di Nick Park (2018)
- Toy Story 4, regia di Josh Cooley (2019)
- La famosa invasione degli orsi in Sicilia, regia di Lorenzo Mattotti (2019)
- Wastelanders: Star-Lord (2023)

## Programmi TV
- Scusate l'interruzione (Rai 3, 1990)
- Avanzi (Rai 3, 1991-1993)
- Maddecheaò! Come secernere agli esami (Rai 3, 1993)
- Tunnel (Rai 3, 1994)
- Mai dire Gol (Italia 1, 1996)
- Pippo Chennedy Show (Rai 2, 1997)
- La posta del cuore (Rai 2, 1998)
- Comici (Italia 1, 1999) - protagonista quarta puntata
- Saranno maturi (Rai 3, 1999) - ospite
- Aldo Giovanni e Giacomo show (Canale 5, 1999) - ospite
- Teatro 18 (Italia 1, 2000) - ospite
- L'ottavo nano (Rai 2, 2001)
- Il caso Scafroglia (Rai 3, 2002)
- Parla con me (Rai 3, 2005/2006/2008) - ospite
- Aniene (Sky Uno, 2011-2012)
- Cavalli di battaglia (Rai 1, 2017) - ospite
- La TV delle ragazze - Gli Stati Generali 1988-2018 (Rai 3, 2018) - ospite
- Propaganda Live (LA7, 2018/2020/2025) - ospite
- LOL - Chi ride è fuori (Prime video, 2022) - concorrente, terzo classificato
- Dinner Club (Prime video, 2024) - ospite

## Teatro

### Autore
- Il tempo restringe, di Corrado Guzzanti e Sabina Guzzanti, regia di Sabina Guzzanti. Teatro Politecnico di Roma (1987-1989)
- Il fidanzato di bronzo, di Corrado Guzzanti, Sabina Guzzanti e David Riondino (1989)
- Mundi bassi, di Corrado Guzzanti e Sabina Guzzanti, regia di Sabina Guzzanti e Riccardo Piferi (1990)
- Sumerycon (ovvero Nutella amara), di Corrado Guzzanti, Francesca Reggiani e Cinzia Leone, regia di Valter Lupo. Teatro della Cometa di Roma (1991)
- Non io, Sabina e le altre, di Corrado Guzzanti e Sabina Guzzanti, regia di Giorgio Gallione (1994)
- Millenovecentonovantadieci, di Corrado Guzzanti, regia di Massimo Romeo Piparo (1996-1997)
- La seconda che hai detto, di Corrado Guzzanti, regia di Corrado Guzzanti (1997-1998)
- Recital, di Corrado Guzzanti, regia di Corrado Guzzanti (2009-2010)

### Attore
- Il fidanzato di bronzo, di Corrado Guzzanti, Sabina Guzzanti e David Riondino (1989)
- Sumerycon (ovvero Nutella amara), di Corrado Guzzanti, Francesca Reggiani e Cinzia Leone, regia di Valter Lupo. Teatro della Cometa di Roma (1991)
- Millenovecentonovantadieci, regia di Massimo Romeo Piparo (1996-1997)
- La seconda che hai detto, di Corrado Guzzanti, regia di Corrado Guzzanti (1997-1998)
- Faccia da comico, di Serena Dandini (2001)
- Recital, di Corrado Guzzanti, regia di Corrado Guzzanti (2009-2010)

### Regista
- La seconda che hai detto, di Corrado Guzzanti (1997-1998)
- Recital, di Corrado Guzzanti (2009-2010)

## Libri
- Il libro de Kipli, Milano, Baldini Castoldi Dalai, 1992, ISBN 88-85988-21-0.
- L'inevitabile libro di Avanzi, Milano, Mondadori, 1993, ISBN 88-0436-281-2.
- La seconda che hai detto! Il libro di Quélo e di altra gente in grossa grisi, Milano, Baldini Castoldi Dalai, 1997, ISBN 88-8089-370-X.
- Big book, Milano, Baldini Castoldi Dalai, 1998, ISBN 88-8089-565-6.
- La seconda che hai detto! Il libro di Quélo e di altra gente in grossa grisi, Milano, Baldini Castoldi Dalai, 2001, ISBN 88-8490-072-7.
- Imbuti (con VHS), Milano, Biblioteca umoristica Mondadori, 2002, ISBN 88-04-50325-4.
- Lorenzo e la maturità. Come secernere agli esami (con VHS), Milano, Bur Biblioteca Universale Rizzoli, 2005, ISBN 88-17-00584-3.
- Il caso Scafroglia (con 2 DVD), Milano, Bur Biblioteca Universale Rizzoli, 2006, ISBN 88-17-00692-0.
- Fascisti su Marte (con DVD), Milano, Bur Biblioteca Universale Rizzoli, 2007, ISBN 88-17-01667-5.
- Millenovecentonovantadieci (con DVD), Milano, Bur Biblioteca Universale Rizzoli, 2008, ISBN 88-17-02378-7.
- L'ottavo nano (con 5 DVD), Milano, Bur Biblioteca Universale Rizzoli, 2009, ISBN 978-8817023795.
- Recital (con 2 DVD), Milano, Feltrinelli, 2010, ISBN 88-0749-1079.
- Aniene. Troppi tuono è come nessun tuoni (DVD. Con libro), Milano, Feltrinelli, 2011, ISBN 978-8807491177.
- Parola di Corrado, Roma, Fanucci, 2012, ISBN 88-347-1962-X.

## Audiolibri
- Marvel's Wastelanders: Star-Lord scritto da Benjamin Percy, Audible (2023)
- La signora nel furgone scritto da Alan Bennett, Emons Audiolibri (2023)
- Signore e signori scritto da Alan Bennett, Emons Audiolibri (2025)
- La fuga del signor Monde scritto da Georges Simenon, Emons Audiolibri (2025)

## Radio
- Ad alta voce (Corrado Guzzanti legge Cuore di cane e Uova fatali di Michail Bulgakov) (Rai Radio 3, 2024)

## Riconoscimenti
- Ciak d'oro
  - 2007 – Candidatura alla migliore opera prima per Fascisti su Marte
  - 2011 – Candidatura al migliore attore non protagonista per La passione
- Cortinametraggio – Premio Canale Europa.Tv
  - 2020 – Migliore attore per Stardust
- David di Donatello
  - 2007 – Candidatura alla migliore canzone originale per Fascisti su Marte
  - 2007 – Candidatura ai migliori effetti speciali visivi per Fascisti su Marte
- Nastri d'argento
  - 2019 – Candidatura al migliore attore di commedia per La prima pietra
- Premio Kineo “Diamanti al Cinema Italiano”
  - 2011 – Candidatura al migliore attore non protagonista per La passione
- Premio Satira Politica Forte dei Marmi
  - 1992 – Categoria Televisione
  - 2003 – Categoria Televisione
  - 2010 – Categoria Teatro
  - 2019 – Premio alla carriera
- Premio TV - Premio regia televisiva
  - 2001 – Miglior personaggio maschile
- Wind Music Awards
  - 2013 – Premio speciale per il DVD Aniene 2